# 牛津大学
牛津大學（英語：University of Oxford；非正式：Oxford University，或：Oxford）位於英格蘭東南區域牛津郡牛津市。是一所世界聞名的頂尖公立研究型書院聯邦制大學。為英國“金三角名校”、“G5超級精英大學”、羅素大學集團及全球大學校長論壇的主要成員之一。它是英語世界歷史最悠久的大學，也是世上現存第二古老持續辦學的高等教育機構。
牛津大學培養眾多社會名人，校友當中包括31位英國首相、及多國領袖與政治要員，而截至2020年10月，牛津大学的校友、教授及研究人员中，共有72位诺贝尔奖得主、3位菲尔兹奖得主、6位图灵奖得主。牛津大学在数学、物理、医学、法学、商学、文學等多个领域拥有崇高的学术地位及广泛的影响力，被公认为是当今世界最顶尖的高等教育机构之一。它同時擁有全球最具規模的大學出版社，及全英最大型的大學圖書館系統。
雖然牛津大學沒有明確的成立日期，但按照現有的記錄，其以某種形式教學始於1096年，並隨著亨利二世禁止英國學生就讀巴黎大學，牛津大學從1167年開始迅速發展、成型。某些學府的始創日期可能與其相近，如：始創於1150年的巴黎大學在1160-1250年間正式獲官方確立其作為大學的地位，但中間因法國大革命而停辦逾一個世紀（1793年－1896年），學校的現狀及模式亦與昔日大有不同，故非為持續辦學之高校。1209年，牛津師生與鎮民的衝突使一些牛津學者另闢蹊徑，他們遷離至東北方的劍橋鎮並成立後來的劍橋大學。這兩所古老的大學在辦學模式、管理架構等各方面都非常相似，兩校同時展開相當悠久的競爭歲月，故常被合稱為「牛劍」。
牛津大學由39所獨立書院及4所学部組成。各個書院為獨立的行政機構並隸屬於大學。它們有自己的管理架構、收生以及學生活動安排；而学部則負責安排教職員講課及指導研究項目，另負責編制課程及給予學術指引。牛津大學並沒有獨立於城鎮的主校區，大樓和設施散見整個牛津鎮。
大學的本科教育包括書院的每週輔導課程，以及由学部提供的學科課程。上課地點除了書院外，還包括由校方提供的講堂、課室及實驗室。牛津大學同時為兩個著名獎學金計劃的舉辦地：一為於2001年設立的克拉倫登獎學金；另一為羅德獎學金。

## 校史

### 早期歷史

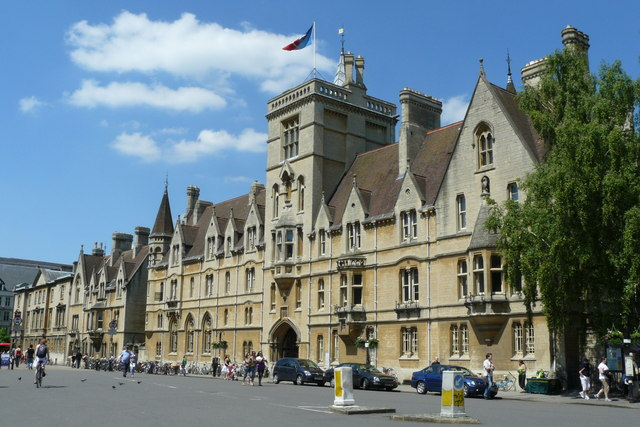
貝利奧爾書院，牛津歷史最悠久的書院之一

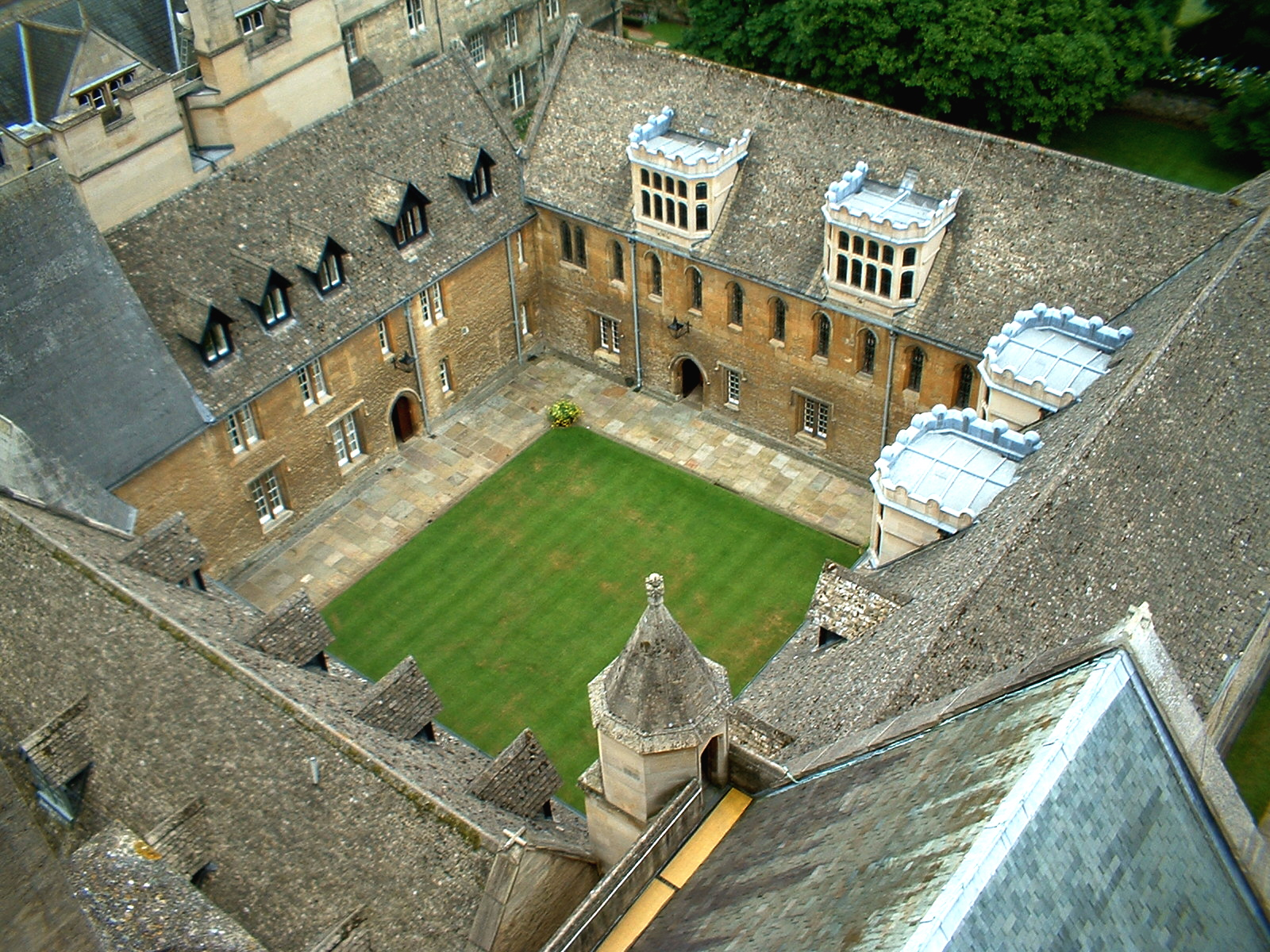
於1288-1378年建立的墨頓書院四方院（大學最早的方庭設計）

牛津大學沒有準確的成立日期。雖有記錄證實牛津的教學最晚始於1096年，但大學正式的創辦年月至今仍不清楚。學校自1167年英格蘭學生從巴黎大學回國後，就迅速發展。歷史學家威爾斯吉羅德於1188年教授這批學者，而第一位外國學者亦於1190年抵達牛津。自1201年起，大學委任“校長”為其領袖，領導團隊則自1231年起獲封為督學機構，學校亦於1248年獲英皇亨利三世頒發皇家憲章，以確立其作為大學的地位。
1209年，牛津的鎮民與學校的師生發生衝突。一批大學的學者為了避難而遷移至東北方的劍橋鎮並成立學者協會，後更發展為劍橋大學。他們希望藉此延續他們的學術精神與傳統。

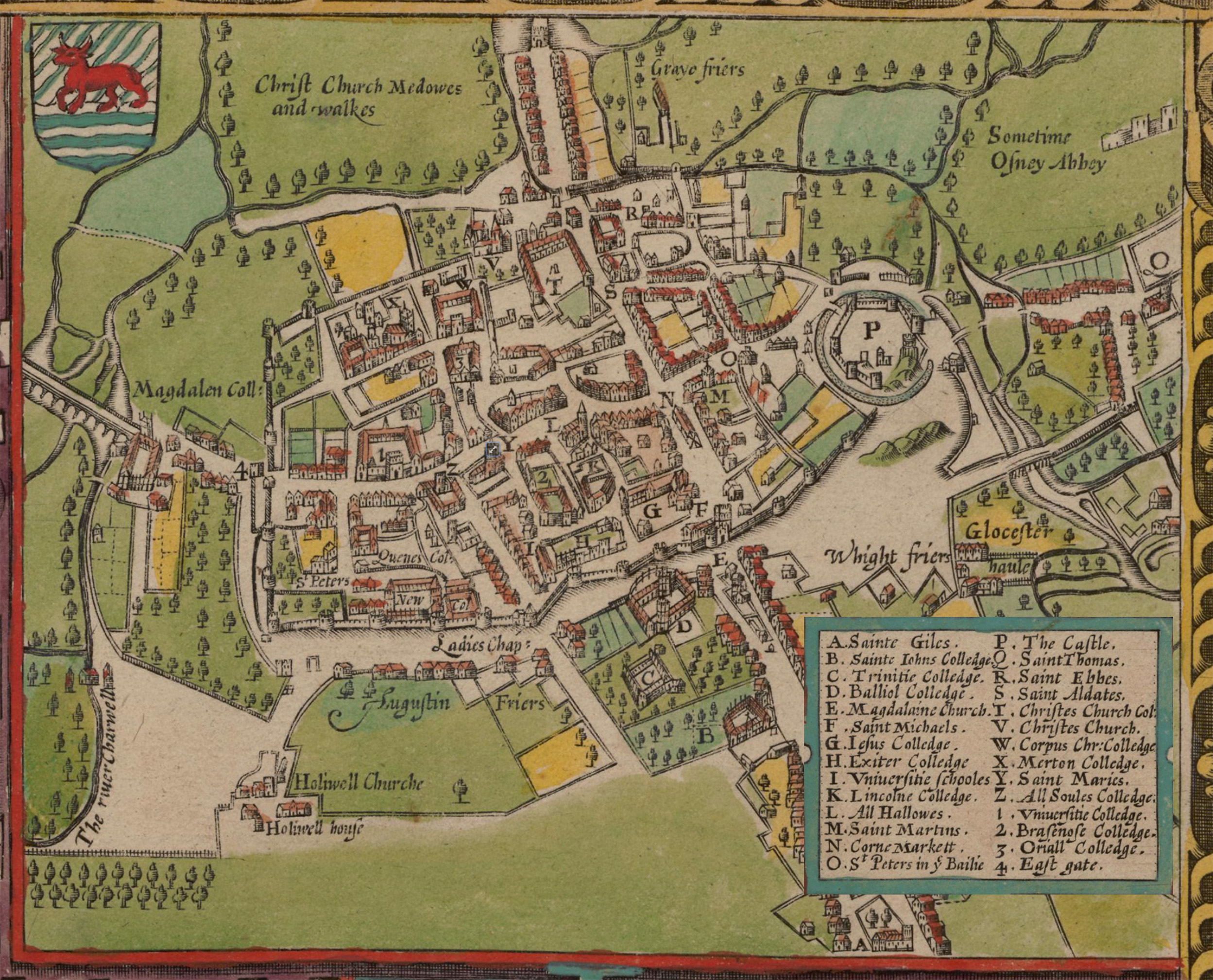
1605年的牛津仍為一個城寨，但一些大學的書院則在城牆外建立（地圖的下方為北邊）

早期的學生按地理位置分為兩批：北邊的學生主要為蘇格蘭人及特倫特河以北的英格蘭人；南邊的則為愛爾蘭人、威爾斯人及特倫特以南的英格蘭人。在接著的數個世紀裡，地理位置仍決定著學生們應屬的書院及學堂，這也是牛津大學的早期文化之一。除此，許多修道會（包括道明會、方濟各會、加爾默羅會、奧斯定會）開始擁有影響力，並向學生提供宿舍及學堂。差不多在同一時間，不少捐助者亦紛紛成立不同的獨立書院，作為自給自足的學術團體。最早的書院創辦者包括1249年捐贈大學書院的威廉達勒姆，及貝利奧爾書院的創辦者約翰一世·德·貝利奧爾。同樣作為書院創辦者之一的大法官瓦爾特·德默頓同時還為書院訂下規條，墨頓書院因此也成為牛津以及後來劍橋眾書院的模範。至此之後，學生們愈趨喜歡書院生活而放棄修道會及學堂的住宿。
1333-34年，一些深感不滿的牛津學者欲在林肯郡另立一所大學。牛津及劍橋大學於同年聯合向英皇愛德華三世請願，希望他禁止類似舉動。至此直至十九世紀二十年代，包括倫敦在內的任何英格蘭地區都被禁止成立其他高等學府，導致“牛劍”雙寡頭壟斷的局面，這在西歐國家屬少有景象。

### 文藝復興時期

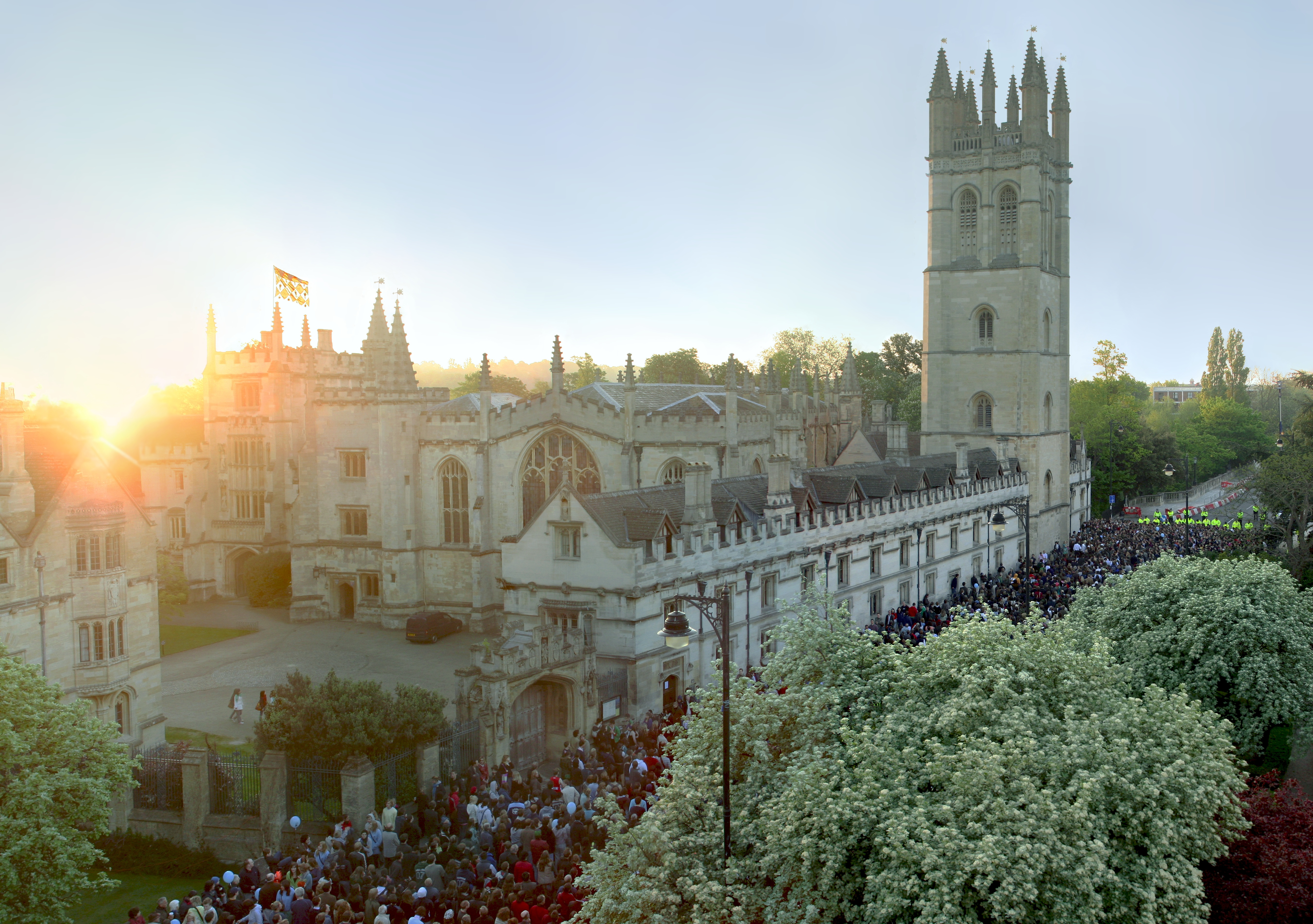
成立於15世紀中的莫德林書院

文藝復興自15世紀起大大影響牛津大學的教學。這個時期的駐校學者包括為希臘文復興作出很大貢獻的威廉·格羅辛，以及著名的聖經神學家約翰·科萊。
隨著宗教改革以及大學與天主教會的斷交，一些深感不滿的學者離開牛津前往歐洲大陸，多半最終安定於杜埃大學。牛津大學的教育最後也從中世紀的經院哲學改為文藝復興模式，雖然部分與大學有所聯繫的機構因而喪失一些土地與財產。
1636年，時任校監兼坎特伯里大主教的威廉·勞德編制大學法令。此規條在17至19世紀中起到相當大的作用。勞德同時也給予大學出版社一份權利保障憲章，並對大學主要的圖書館——博德利圖書館的發展起到很大的正面作用。從英國國教會創立起到1866年，要獲得牛津大學文學學士學位必先成為教會的成員。1871年，拒絕皈依英國國教的人，只能從牛津獲得文學碩士學位。
1642-1649年英國內戰期間，大學成為騎士黨的大本營，但牛津市本身的局勢則有利於圓顱黨。不過，自18世紀中，牛津大學絕少再參與政治糾紛。

### 近代史

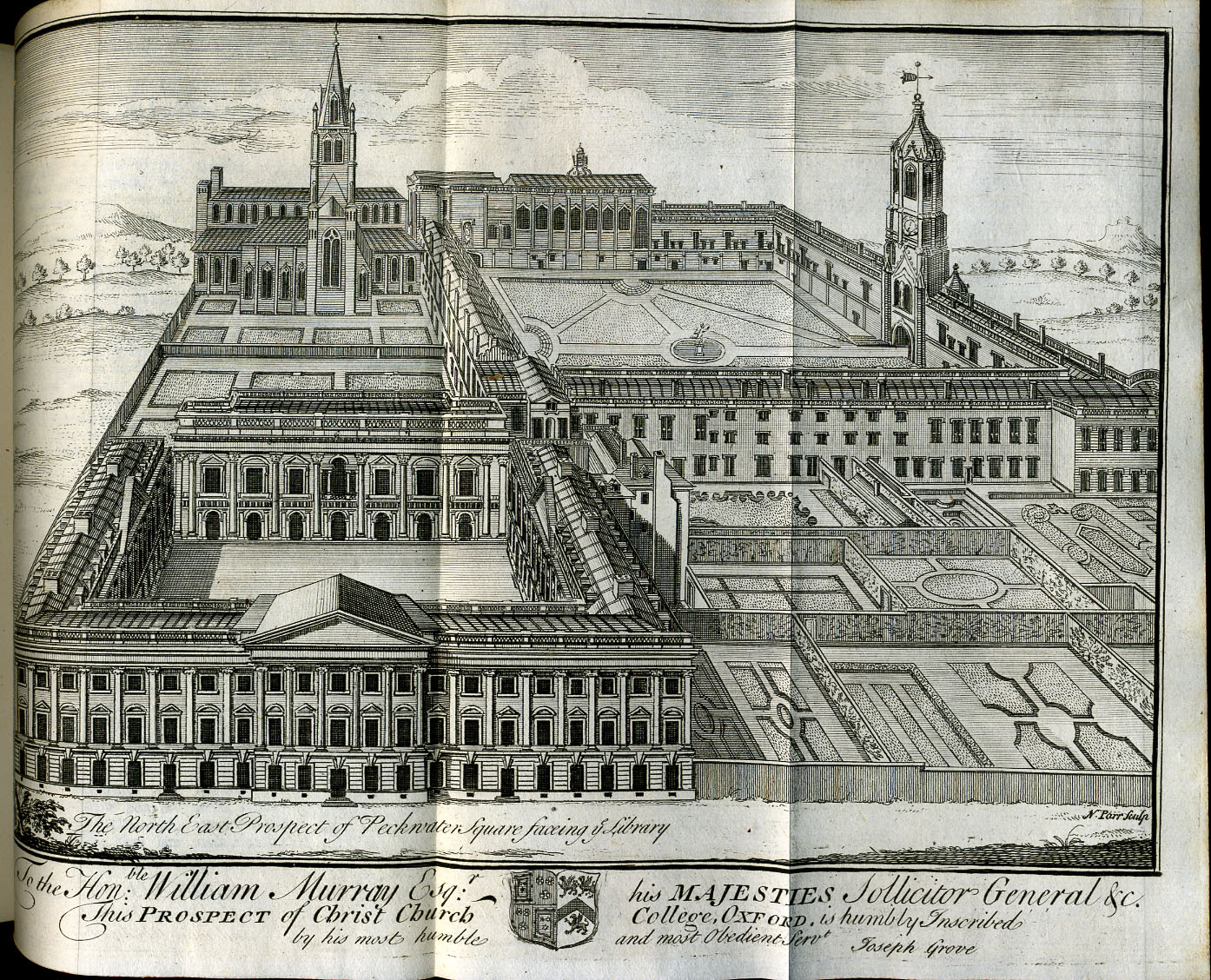
牛津基督教堂雕刻（1742年）

19世紀中，牛津大學經歷“牛津運動”事件（1833-1845年），約翰·亨利·紐曼為主要領袖。而由德國開創的現代大學教育模式，則經一些重要的學者（諸如本傑明·喬伊特及馬克斯·繆勒）傳入牛津。
1802年起，大學開始為各學科分拆出榮譽學院。1853年，自然科學、法律學及現代歷史學院創立。1872年，後者再被分拆成法理及現代史學院，而隨後神學院亦獲得創立。除了這些文學榮譽學士課程之外，校方至今也有提供民法學士課程。
19世紀，大學推行數項行政改革。這包括由寫作代替口述的入學考試模式的轉變，對非國教徒入學條件的放寬，以及4所女性書院的成立。20世紀樞密院的決定（如：豁免每日崇拜及增加各書院宗教儀式的用途）使大學逐步脫離傳統作風。雖然校方傳統上頗為重視古典知識，但也從19世紀開始將科學及醫學列入大學教育範圍之一。1920年前，對古希臘文的了解為牛津入學必要的條件之一；而在1960年前，對拉丁文的認知亦為入學的最基本要求。
20世紀前至中期，不少歐洲大陸的學者因社會地位被納粹主義及共產主義提倡者取代，而紛紛前來牛津繼續事業。至今，牛津培養了多位英國政治名人及領袖，逾50位各國的元首亦為牛津的校友。

### 女性教育史

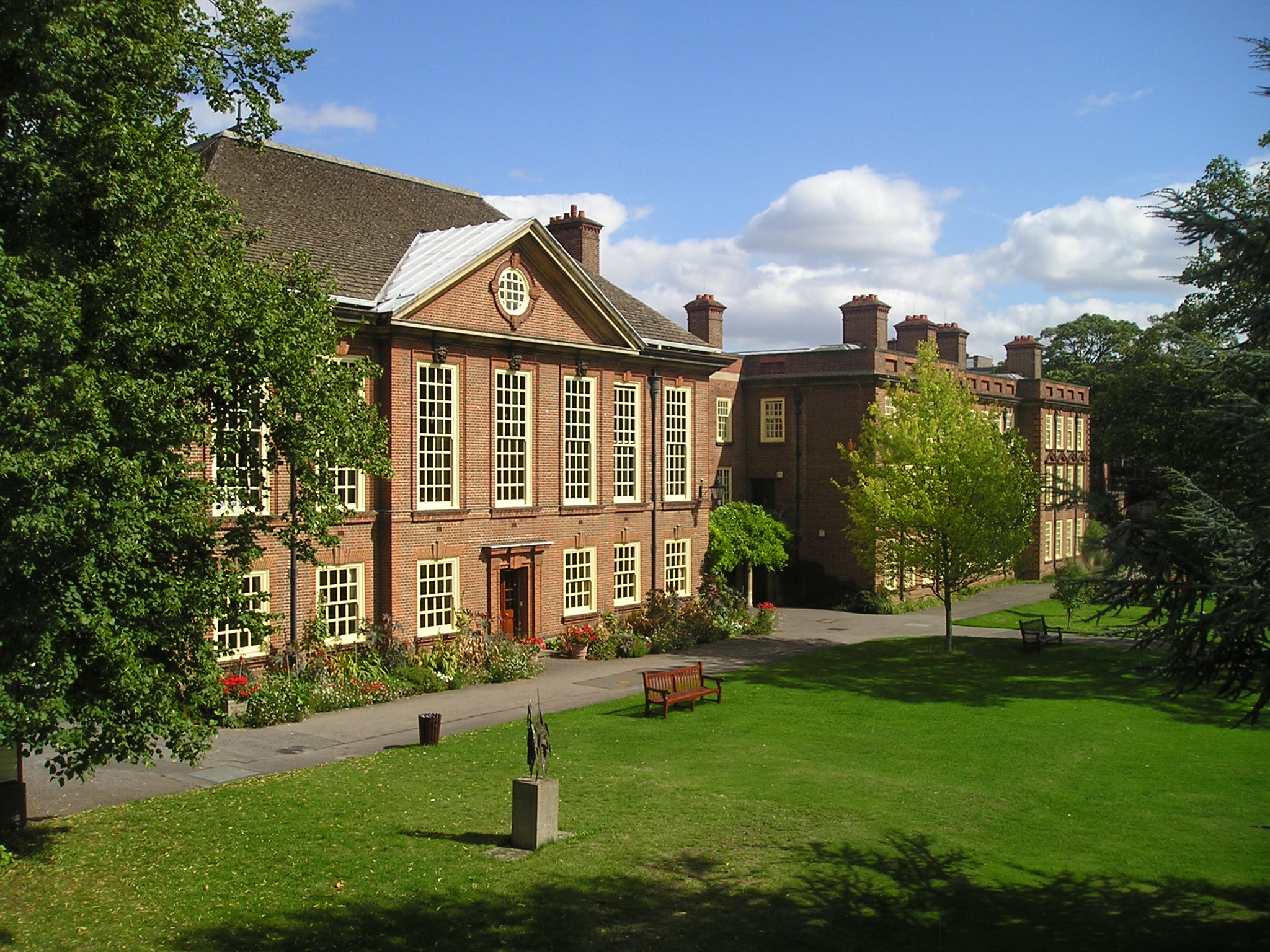
薩默維爾書院，牛津首批女性書院之一（現為男女教育機構）

牛津於1875年首度制定女性的本科考試制度，而最早的四所女性書院亦在女性高等教育推廣聯盟的作用下成立。瑪格麗特夫人學堂於1878年創立，而薩默維爾書院亦於翌年創辦。這兩所女性書院的首批（合共21位）學生，一開始是於牛津校內一所麵包店的閣樓聽課。另外的三所女性書院：聖休書院、聖希爾達書院及聖安妮書院亦分別於1886、1893及1952年正式成為大學眾書院的成員之一。20世紀初期，牛津及劍橋一度被認為是充滿“男性特權”的堡壘，直到1920年的10月，女性有資格成為大學會員並報讀完整的本科課程為止。可是到了1927年，大學領袖定下收生人數限制，牛津女性學生的數目被限制在男性的四分之一，直到1957年，這個政策才被廢除。上世紀七十年代前，牛津各個書院所錄取的學生均為單一性別，這無影中限制女性的入學率，因為女性書院的數目及容量都較少。
1974年，布雷齊諾斯、耶穌、瓦德漢、赫特福德及聖凱瑟琳成為首批接受女性報名的前男性書院。1988年，大學女性本科生的比例達到40%。
2008年，最後一所女性書院聖希爾達書院也破格錄取了男性學生。這代表著所有牛津書院均成為男女教育機構。 2013年，男女學生的總錄取率比例拉近至 18.1:19.0。

## 大學建築與地點

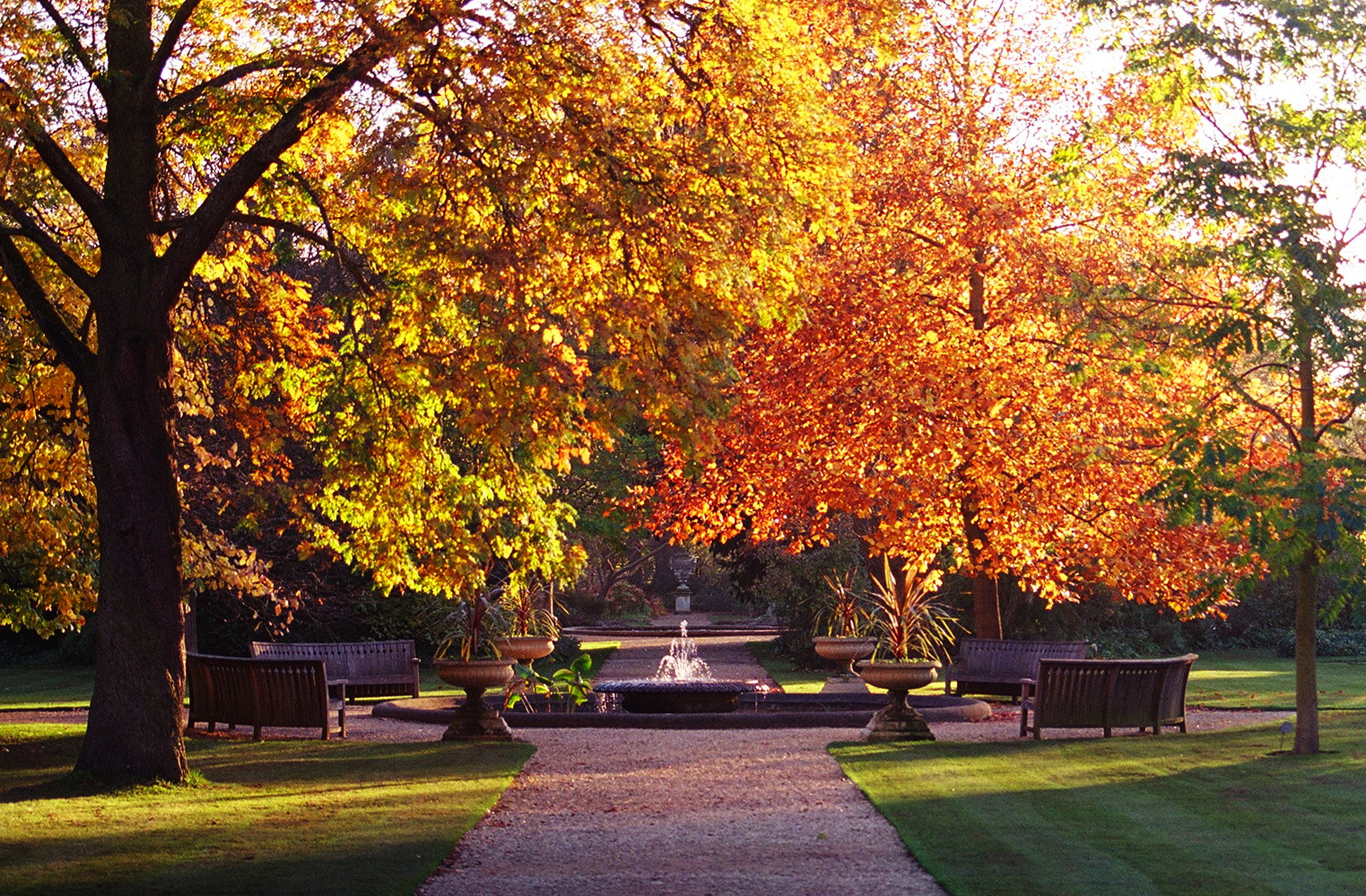
牛津大學植物園秋季的景色

### 主要地點

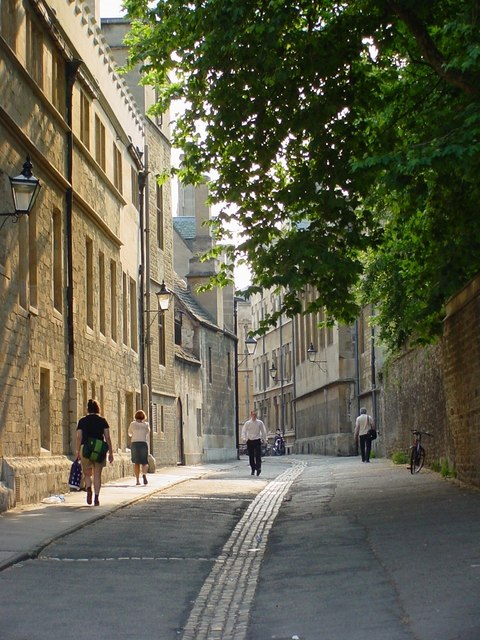
牛津布雷齊諾斯、林肯及埃克塞特三所書院的後巷小街

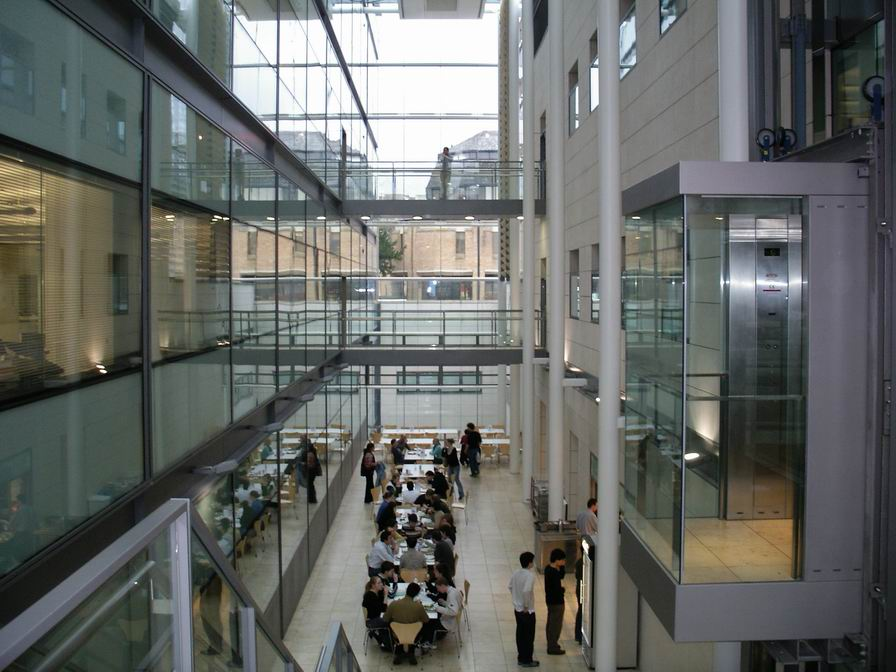
化學實驗大樓的中庭

牛津大學為一所“都市大學”，並沒有一大片獨立於城鎮的主校區。相反，學校的各個书院、學系部門以及其他設施均散佈在城鎮的各個角落裡。大學校區彼此隔著城鎮建築遙相呼應，又與城鎮互相依存。因此，town and gown的關係一直是個有趣話題。牛津大學絕大部分的科學大樓都集中在科學區，這裡已最為貼近一般所認知的校區形態。另外，面積達3.7公頃、位於牛津市西北部的拉德克利夫天文角則尚在發展。
大學特色建築包括用以舉辦音樂會、講堂及大學各個典禮的謝爾登劇院，及作為大學考試及有時亦用作授課地點的考試學校。在謝爾登完工前，聖母瑪利亞大學教堂一直為牛津大學各個典禮的舉辦地。基督堂座堂則較為特別，它既是英國聖公會牛津教區（包括牛津郡、白金漢郡和伯克郡）的主教座堂，又是書院的禮拜堂。
2012-13年期間，大學動工建造頗具爭議的米爾城堡。此建築群佔地1公頃，包括數座高達4-5層的學生宿舍。但有關建築阻擋市中心的景觀，被批評為“除巨石陣之外的摩天大廈”。然而，因各書院經費、資產差異有天壤之別，對學生提供的宿舍單位數目及配套（如宿舍與市中心的距離）自然亦有落差，由大學中央管理的宿舍可大大舒緩這種書院間的差異。

### 公園
牛津的大學公園佔地70英畝，坐落於城市的東北部。除了花園之外，裡面還有數個體育場以及科學園，包括用以研究演化過程的“基因園”。公園在日間開放給公眾使用，有時亦會用作舉辦官方活動。牛津在高街亦擁有一所植物園。

## 組織與行政架構
作為一所書院聯邦制大學，牛津大學的行政架構對於一般人而言可能較為陌生。大學採用聯邦制，由各個獨立行政機構（這裡包括38所書院及6所學堂），及以校長為首的中央行政機關組合而成。各個学部及相關部門均位於大學本部，並不隸屬任何一所書院或學堂。他們安排教職員負責講課及指導研究項目，另負責編制課程及給予學術指引。書院及學堂則負責為他們各自的學生安排每週的輔導課程。每位学部的教職員本身也會挑選進入自己喜歡的書院，成為會員。每所書院學堂均囊括來自不同學術圈的成員，只有絕少數有傾向某一學術界的取態（如納菲爾德書院為修讀社會科學人的集中地）。
圖書館等設施則有三類：一類由大學提供（博德利圖書館）；二類由学部提供（如英文系的圖書館）；最後一類則由書院自己開辦（這類均為跨學科圖書館）。

### 中央行政機關

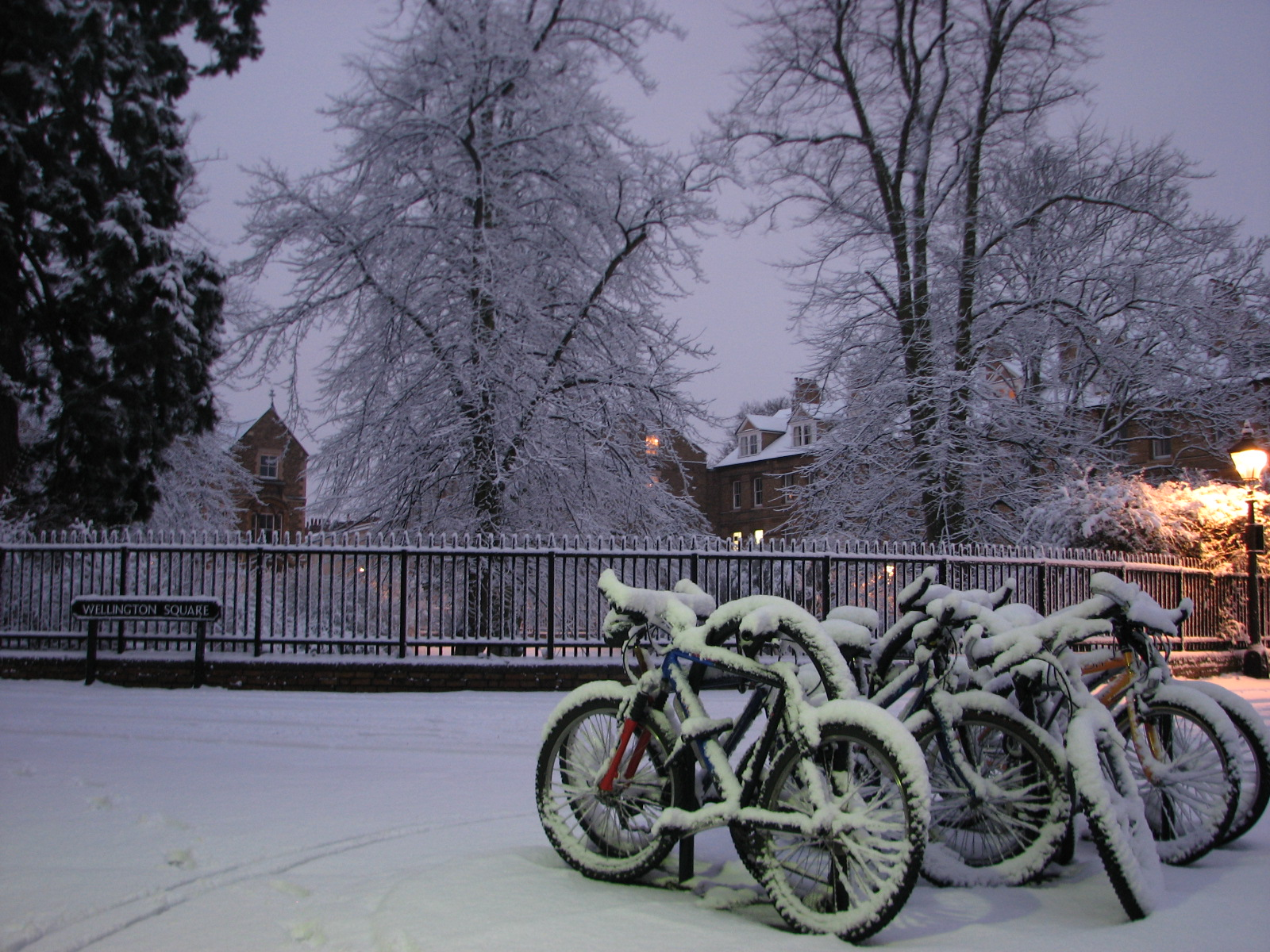
象徵着牛津中央行政機關的威靈頓廣場

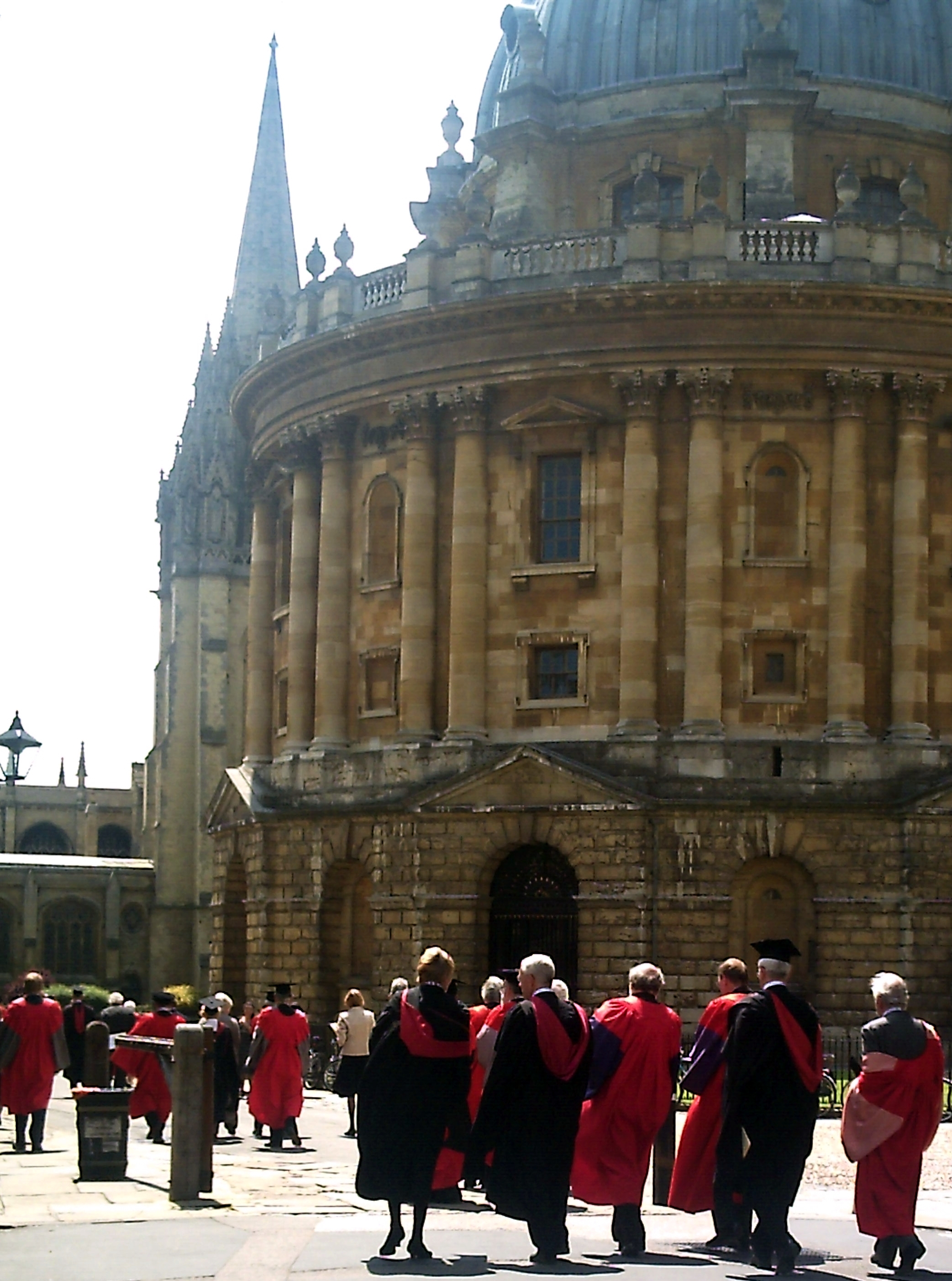
大學會眾成員

大學的會眾（Congregation）由學校逾3700名學術及行政人員組成，成員亦包括所有的大學畢業生（此乃終生身份）。其負責商討及正式頒發由大學評議會所草議的政策，並擁有最終的立法權力。與其他英國大學一樣，雖然牛津的正式領袖是其校監（Chancellor），但此職位並不介入學校的日常事務。其只負責監察學校的行政，並由會眾定期選出。真正處理學校行政事務的主領，為牛津大學的校長（Vice-chancellor）。而大學目前也有5位副校長（Pro vice-chancellors），專門負責教育、研究、學校計劃及資源分配、學校發展及對外事務和人事及平等機會五大範疇的監督。大學評議會（University Council）負責政策與行政事務，成員包括校長及所有由會眾所選出來的學術部門的首長，學生會則為評議會的監察者。這種的民主中央行政架構為牛津劍橋兩所大學特有的體制。
另外，牛津眾書院每年會輪流選出兩名學監（Proctors），作為額外的巡視官。他們負責檢察大學所有的成員是否按照規令行事，查看學校各個行政會議是否按照合法的程序進行，另也負責學生的秩序及福利。
牛津大學眾多學術部門被歸入四大学部（Divisions）內：人文学部、社會科學学部、醫學部及數學、生命與物理科学部。大學的教授獲稱為“法定教職員”，他們決定着大學（特別是研究生）課程的發展。
牛津大學為公立研究型大學，因政府資助為其經費來源之一；但它同時也能稱為私立大學，因其由獨立的私立書院組成，並可以拒絕任何政府資助。

### 書院及學堂

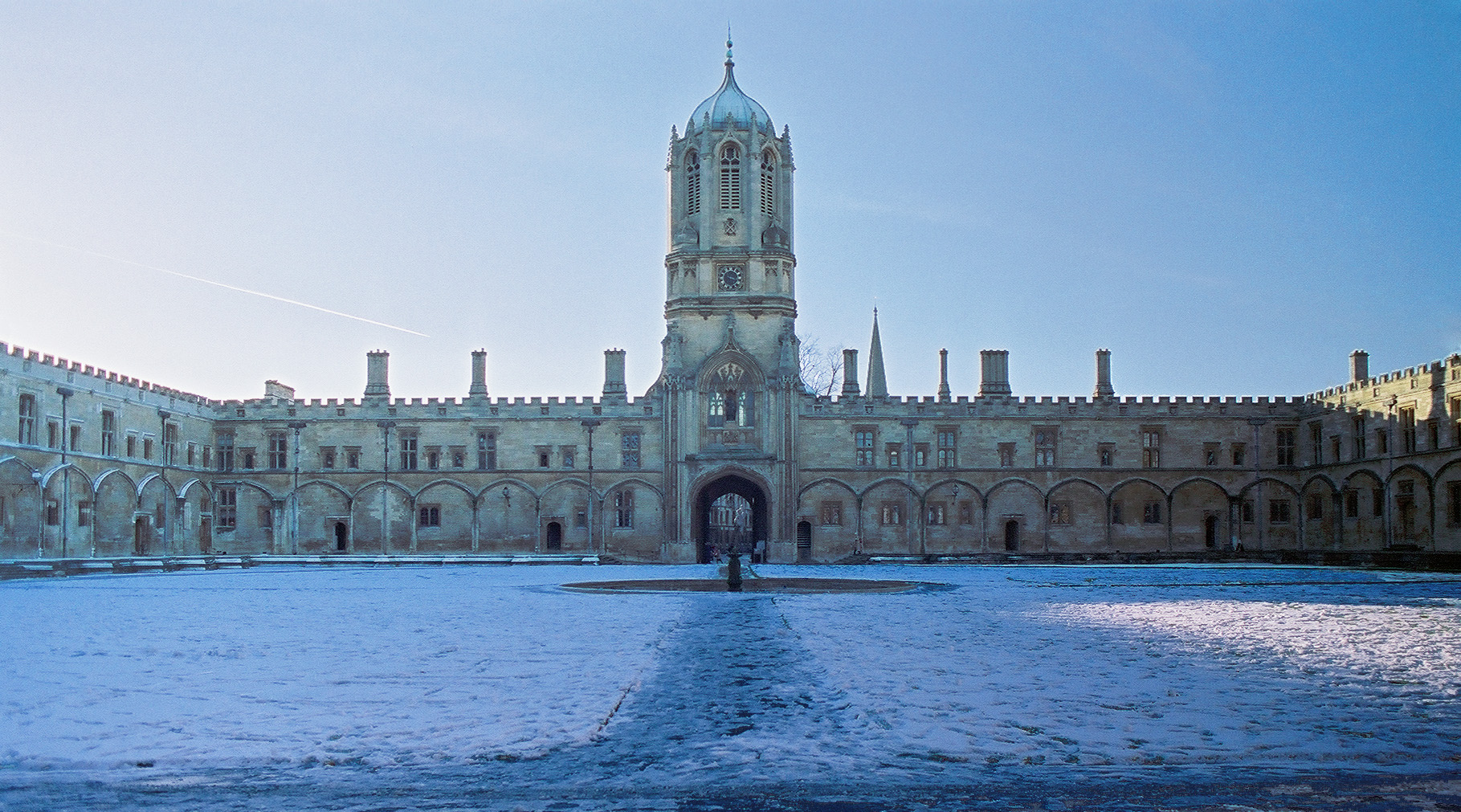
基督教堂書院湯姆方庭的雪景

作為牛津大學的學生或教職員，每人必定是其中一所書院或學堂的成員。這裡包括39所書院（Colleges；又譯“學院”）和5所永久私人學堂（Permanent Private Halls），他們負責管轄自己的學生，並有各自的組織架構及學生活動安排。不是所有的書院都取錄任何主修課程的學生，不過一般所涉領域都很廣。
書院包括：
1. 萬靈
2. 貝利奧爾
3. 布雷齊諾斯
4. 基督堂
5. 基督聖體
6. 埃克塞特
7. 格林坦普頓
8. 哈里斯·曼徹斯特
9. 赫特福德
10. 耶穌
11. 基布爾
12. 凱洛格
13. 瑪格麗特夫人
14. 李納克
15. 林肯
16. 莫德林
17. 曼斯菲爾德
18. 墨頓
19. 新書院
20. 納菲爾德
21. 奧里爾
22. 彭布羅克
23. 王后
24. 薩默維爾
25. 魯本
26. 聖安妮
27. 聖安東尼
28. 聖凱瑟琳
29. 聖十字
30. 聖艾德蒙
31. 聖希爾達
32. 聖休
33. 聖約翰
34. 聖彼得
35. 三一
36. 大學書院
37. 瓦德漢
38. 沃弗森
39. 伍斯特

永久私人學堂由不同的宗教團體創建。書院與私人學堂最大的差別，是前者由其所有成員共同管治，而後者則由創辦的宗教團體管理。這些私人學堂包括：
1. 黑衣修士
2. 康平
3. 攝政公園
4. 聖史蒂芬
5. 威克里夫

這兩類的私人機構組成牛津的書院議會（Conference of Colleges）。議會會向大學反映眾書院的意見，並與中央行政機關成員磋商。此議會由弗蘭克斯於1965年創立。
書院及學堂的成員常被稱為，但大學本身沒有採用此對有關成員的稱呼。除了飯堂宿舍等設施之外，書院及學堂同時為他們的成員安排社交、文化及娛樂活動。書院有選擇錄取各自的本科生及分配學費的權力。對於研究生而言，此項目由學術部門負責。因各自的傳統不同，書院的首領有不同的稱呼，包括：、 、及。除書院首領之外，書院（及牛津大學自身）亦往往對某些物事有自己的稱呼方式。

### 財政
2011/12年度，牛津合計獲得十億零一千五百萬英鎊的淨收入，研究資助（四億零九百萬）、教師資助（二億零四百萬）及學費（一億七千零三百萬）為主要來源。書院的總收入則為三億六千萬英鎊，當中的四千七百萬來自大學。
雖然大學每年收到較多的經費及資助，但各個書院擁有較高的總捐款回贈。以2011/12年度為例，大學所收到的捐款為八億五千萬英鎊；相比之下，眾書院的則為二十九億。大學中央及書院的這些捐款統一由於2007年成立的牛津大學捐款管理會負責管理。
大學於2008年5月發動了名為“牛津反思 -- 牛津大學行動”（Oxford Thinking – The Campaign for the University of Oxford）的籌款活動。此活動期望能得到對於學術課程、學生資助及基建三大範疇上的支持，並於2012年3月超越了原定十億零兩千五百萬英鎊的目標，達到三十億的金額。

### 跨校聯盟
牛津大學是由英國著名的研究型大學組成的羅素大學集團的成員之一，同時也隸屬國際研究型大學聯盟、科英布拉集團、Europaeum、歐洲大學協會、G5及歐洲研究型大學聯盟，並為英國其中一所“金三角名校”。

## 學術泛論

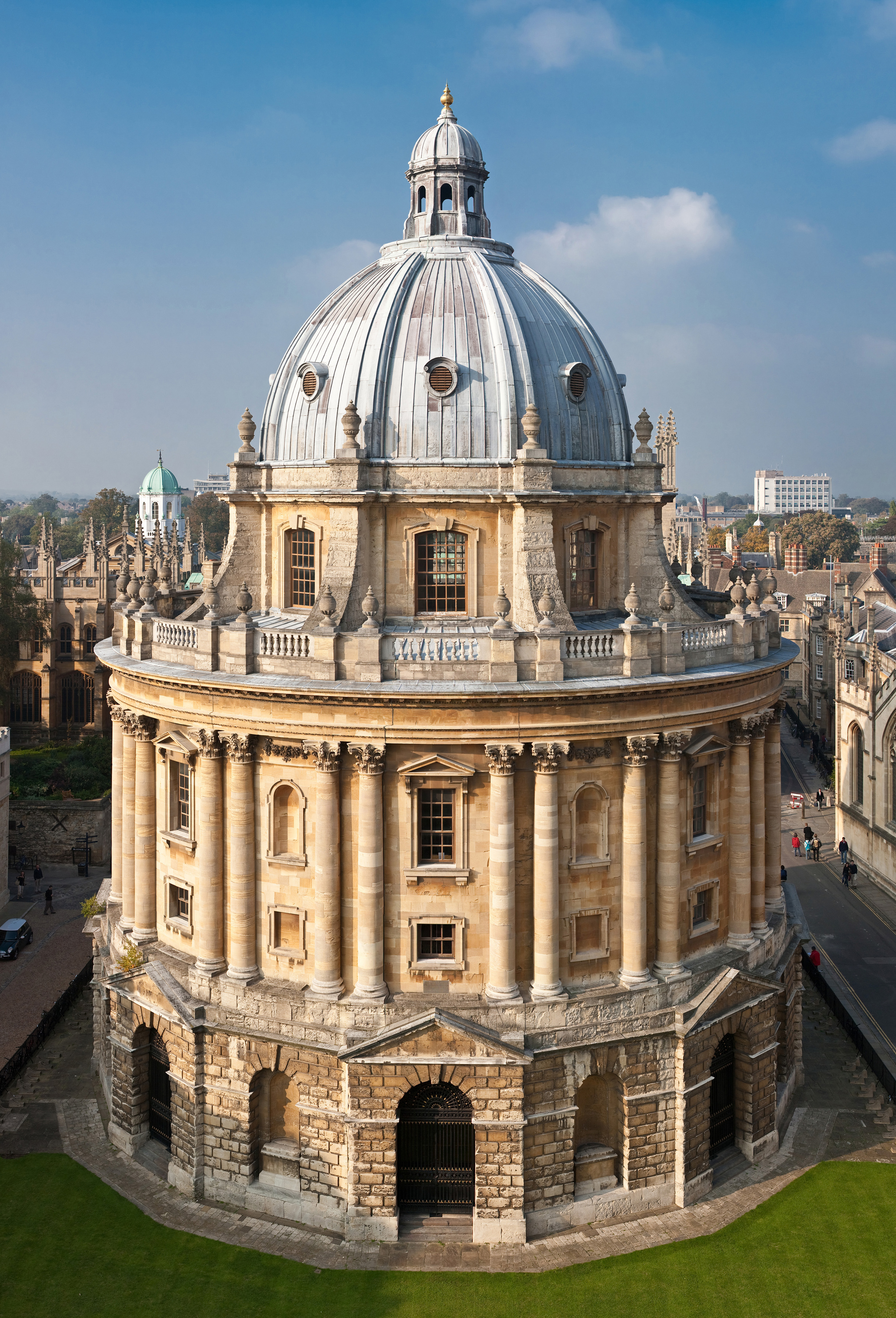
於1737–1749年建立、用作牛津科學圖書館的瑞德克里夫樓

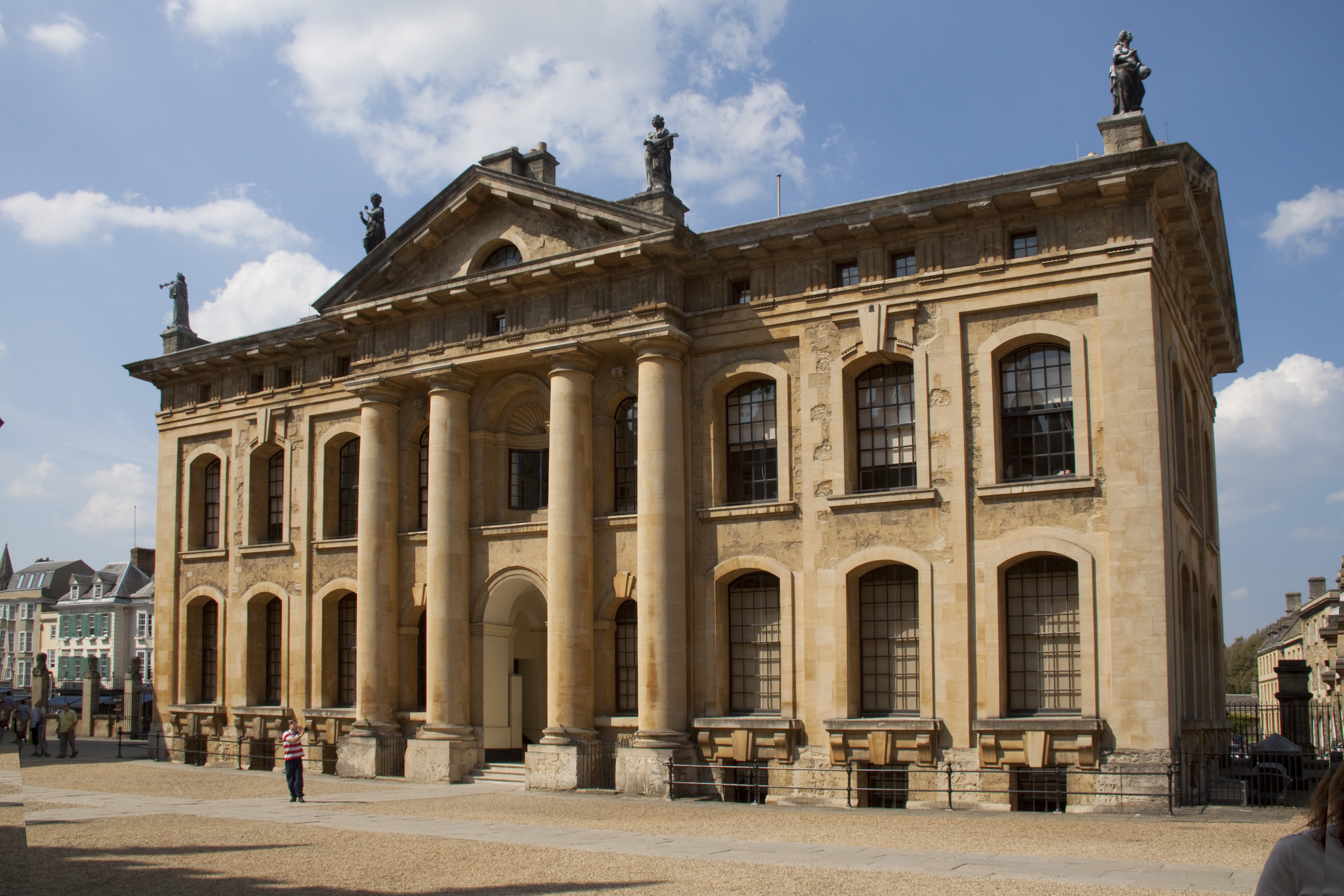
克拉倫登樓——博德利圖書館高級職員的辦公地（以前為學校中央行政基地）

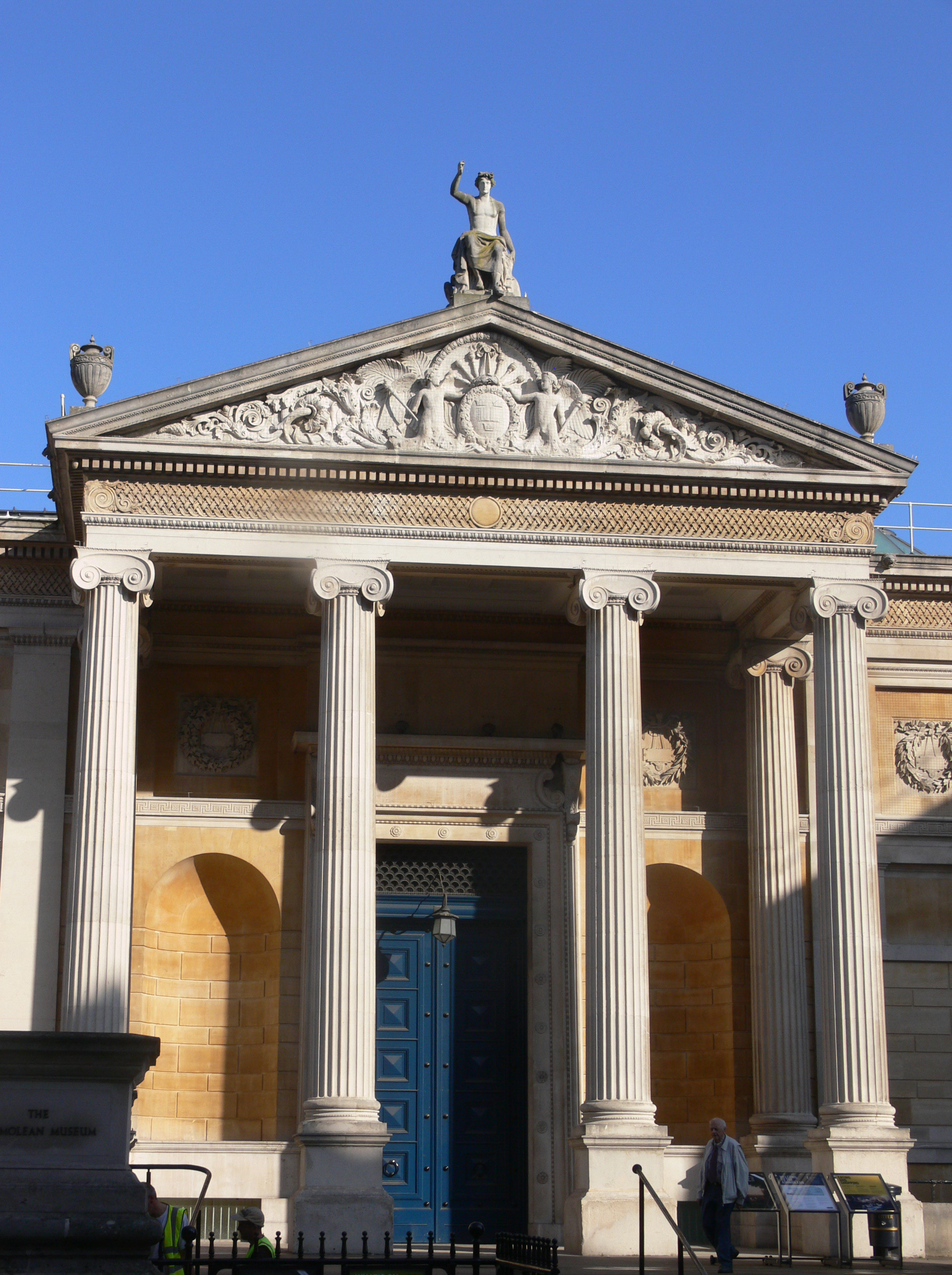
英國最古老的阿什莫林博物館

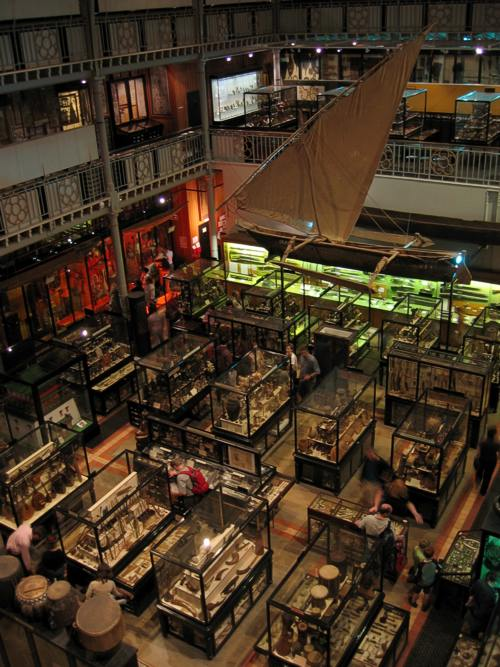
皮特·里弗斯博物館內景

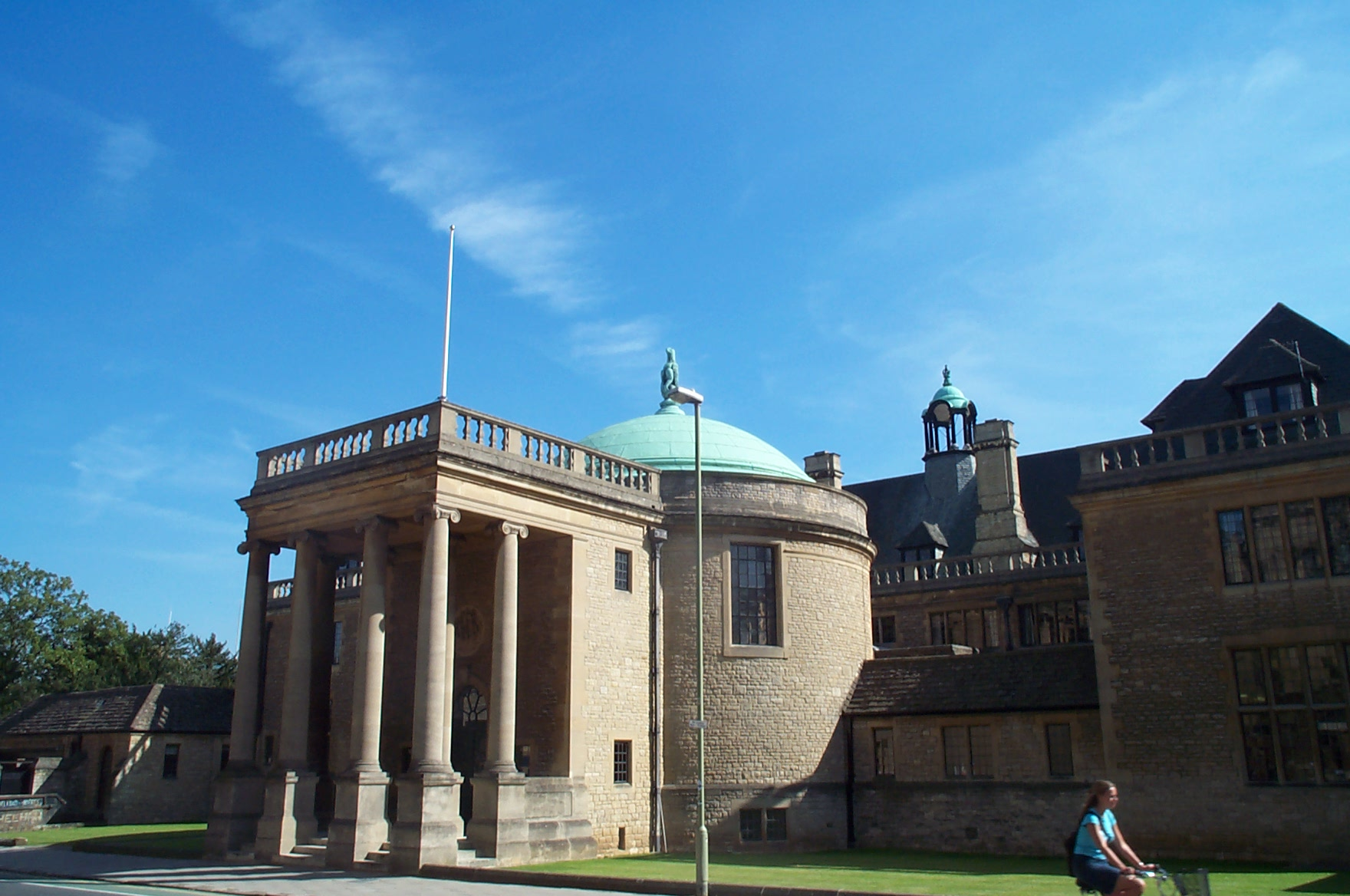
羅得獎學金委員會的基地——羅德樓

### 錄取
與其他英國大學一樣，牛津大學透過UCAS系統招收本科生。特別注意的是報考牛津、劍橋及其他大學的醫學、牙醫及獸醫課程的學生，需提早於每年的10月15號前完成系統登記的手續。另外，為了能有更好的個性化判斷，學生不能同時報考牛津及劍橋（報讀第二個本科課程的申請者例外）。大多的學生都選擇申請其中一所書院，而書院之間也會互相交流，確保合資格的學生能找到最適合自己的書院，亦不會因為對某一書院的偏好而不獲錄取。
優先考慮的原則包括預期的公開考試結果、各類的推薦信以及即時的入學考試（適用於某些學系）及面試的成績。每年大約有60%的申請者夠資格獲得優先考慮。若太多獲優先考慮的申請者傾向於同一所書院，則這些學生會被重新分配至收生不足的書院，有關書院亦會為這些學生安排面試，面試輪候期間，受邀的學生會獲得3天的免費食宿。一名學生可獲多所書院安排面試。居住在歐洲以外的學生可透過互聯網進行面試評核。
錄取通知通常在聖誕節前夕、由書院寄出（2012-13學年的錄取則延遲至1月）。每年大約有四分之一獲錄取的學生進入自己沒有申請的書院。某些大學課程採用開放式錄取，允許在8月高級程度考試（高考）放榜後，重新審視先前未獲任何一所書院錄取的學生。

### 教學
牛津的本科課程包括每週的書院輔導，及学部提供的各學科課程。大約1-4名學生會被分為一組，每週與由書院提供的導師一起商討學習進度，及所面對的困難。授課形式主要為論文表達（適用於大多數修讀人文及社會科學的學生；亦包括部分數學及物理科學的學生）或解難能力測試（適用於大多數的數理生及部分社會科學學生）。牛津的本科教育每年分為三個學期——米迦勒學期、希拉里學期及圣三一学期，每個學期為時八週，比其他大多數英國大學更短。
大學所有的學系均有提供研究生課程，課程主要由有關学部提供。

### 獎學金與資助
牛津大學提供不同的學生資助及獎學金。牛津大學助學金計劃於2006年創立，為所有的大學3年本科生提供高達10,235英鎊的資助，金額為全英之冠。各書院同時也有不同種類的基金，幫助有需要的學生。牛津亦為多個研究生獎學金計劃的基地，如羅德獎學金、韋登菲爾德獎學金及克拉倫登獎學金。

### 圖書館及博物館
另見：Category:牛津大學圖書館及Category:牛津大學博物館

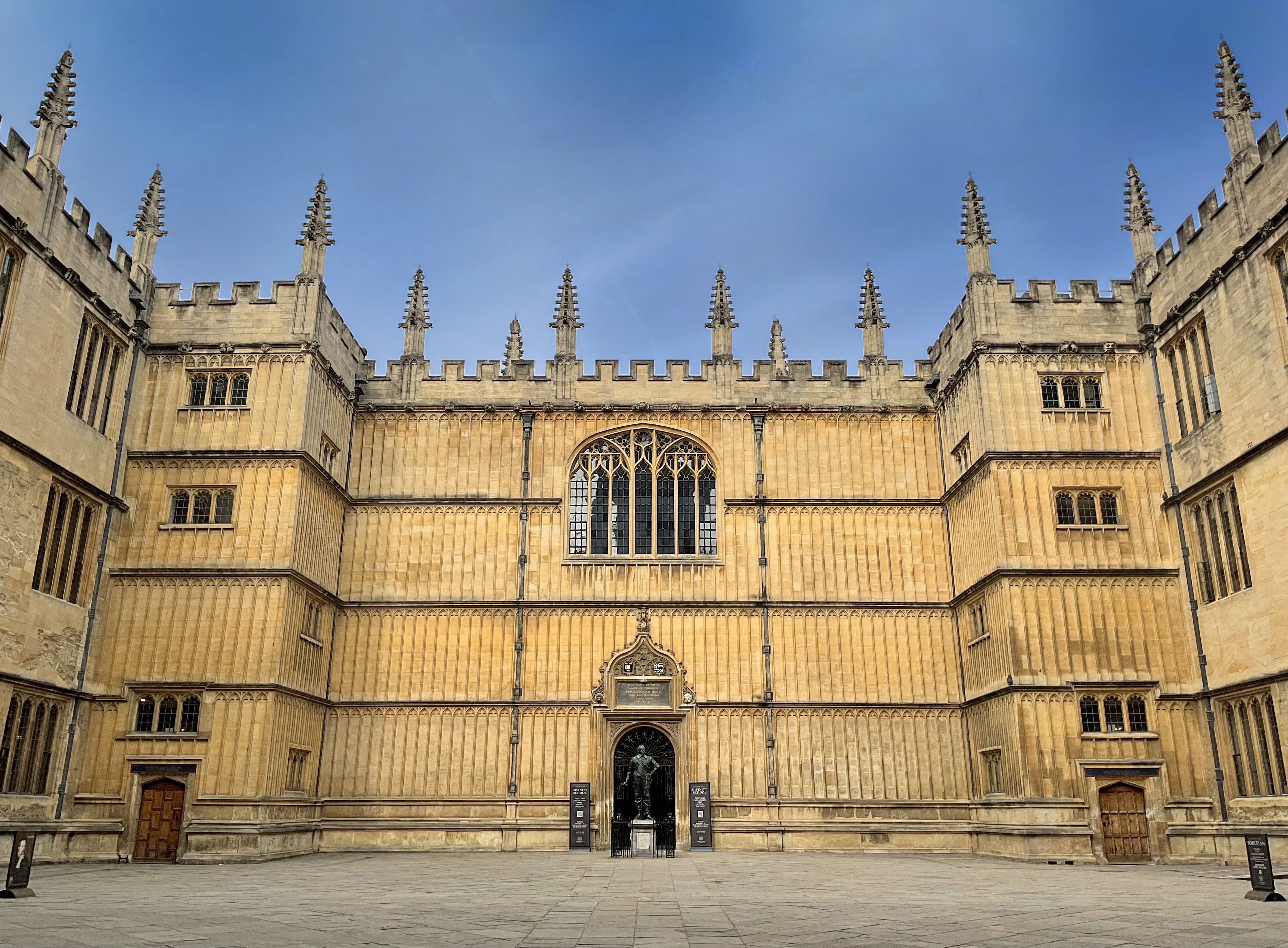
博德利圖書館

牛津大學擁有全英最大型的大學圖書館系統，系統包含100所圖書館，館藏量合計逾1100萬冊，此數字仍在不斷增長。當中的博德利圖書館為法定送存地，亦是全英國第二大的圖書館（僅次於大英圖書館）。這所大學最主要的研究圖書館的建築還包括舊校區的方庭，此方庭是由托馬斯·博德利於1598年建立，後在1602年正式啟用。
大學於2000年正式將博德利與個別的學科圖書館組合成博德利圖書館群，此群組現包含28所圖書館（成員包括賽克勒圖書館、社會科學圖書館及拉德克利夫科學圖書館等）。此聯誼亦創立牛津大學圖書館信息系統,及其對外開放的“牛津圖書館線上搜尋系統”（SOLO，內含大學各個圖書館的目錄表）。博德利亦與谷歌在2004年間合作，進行大規模的數字化系統更新項目。
校方亦於2010年在斯溫頓的南馬斯頓創辦一家藏書庫，並計劃重塑將會於2014-15年以“韋斯頓圖書館”之名開放的新博德利建築物。
牛津同時開辦多所藝術及博物館。其中，於1683年創立的阿什莫林博物館是全英最古老的博物館，亦為全球歷史最悠久的大學博物館。館內有多個藝術及考古學收藏，包括米開朗基羅，達芬奇，特納和畢加索的作品。大學的自然史博物館在位於公園道的科學區內，採用新哥特式建築風格打造，內藏多個動物學，昆蟲學和地質標本，包括一副霸王龍及三角龍的骸骨，及渡渡鳥的殘骸。毗鄰自然史博物館的，是於1884年成立的皮特·里弗斯博物館，內展大學的考古和人類學收藏品。自創立以來，館內的教職員都有參與校方的人類學教學工作。大學的科學史博物館則坐落在寬街的一座世上最古老的專門性博物館建築大樓內，內收集約15000個文物。大學各博物藝術館為學生提供多元化的學習環境。

### 學術出版

牛津大學校紋（用於大部分的校方出版物內）

牛津擁有全球規模最大及第二古老的大學出版社，每年出版近六千本新書（包括各種參考、專業工具書）。著名出版物包括《牛津英語詞典》、《牛津簡明英語詞典》、《牛津世界經典》、《牛津國家人物傳記大辭典》、《全國傳記簡明詞典》等。

### 排名聲譽
牛津大學於各類的大學排名中均入全球十強，並經常與劍橋大學爭奪“全英最佳”之名譽。其中，牛津更曾11度蟬聯由《星期日泰晤士報》發表之《全英最佳大學指南》榜首之位。
《泰晤世高等教育》長年將牛津連同剑桥，美國的哈佛大學、麻省理工學院、史丹福大學及柏克萊加州大學列為六間世界最頂尖超級大學（英語：Super Six Universities）。

## 校園生活

### 傳統
另見：牛津大學學術禮服

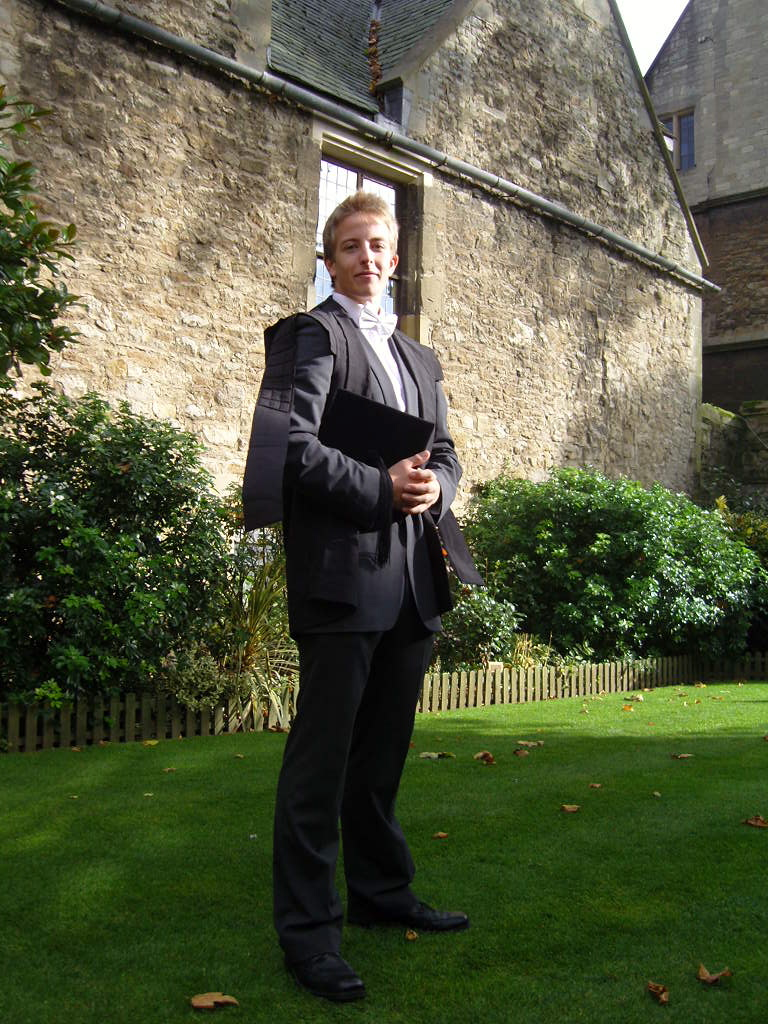
一名身穿禮服的牛津本科生準備接受入學測試

在牛津，每當參與考試、接受入學測試、紀律聆訊及會見大學官員時，均需穿戴學術禮服。一項於2008年、有4,382人參與的公投顯示，81%的牛津學生反對將穿戴考試禮服的硬性規定改為自願性質。可是，學生表示，此投票的主題似乎是“應否在默認的情況下放棄穿戴禮服的傳統”，而非“是否應將其改為自願性質”，因為此調查假設一旦有小部分人選擇不穿戴，其他人也會陸續跟隨。2012年7月，校方改善有關禮服的規條，更為包容跨性別人士。此外，不同的書院亦有自己的傳統及禮節，例如某些書院會定期舉行需穿戴禮服的聚餐。

### 學會與社團
另見：Category:牛津大學學會及社團

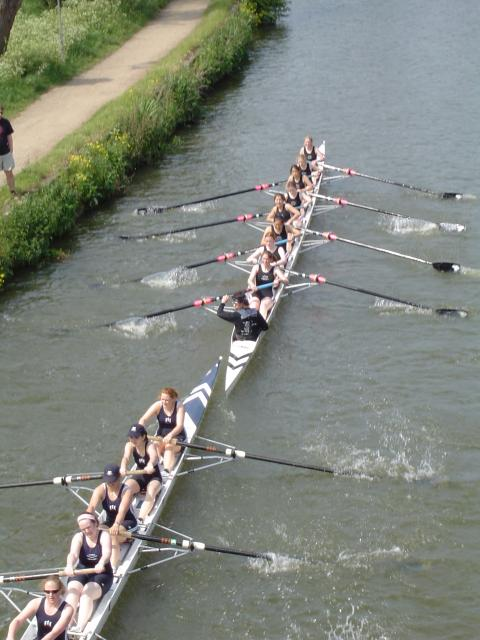
牛津划艇賽

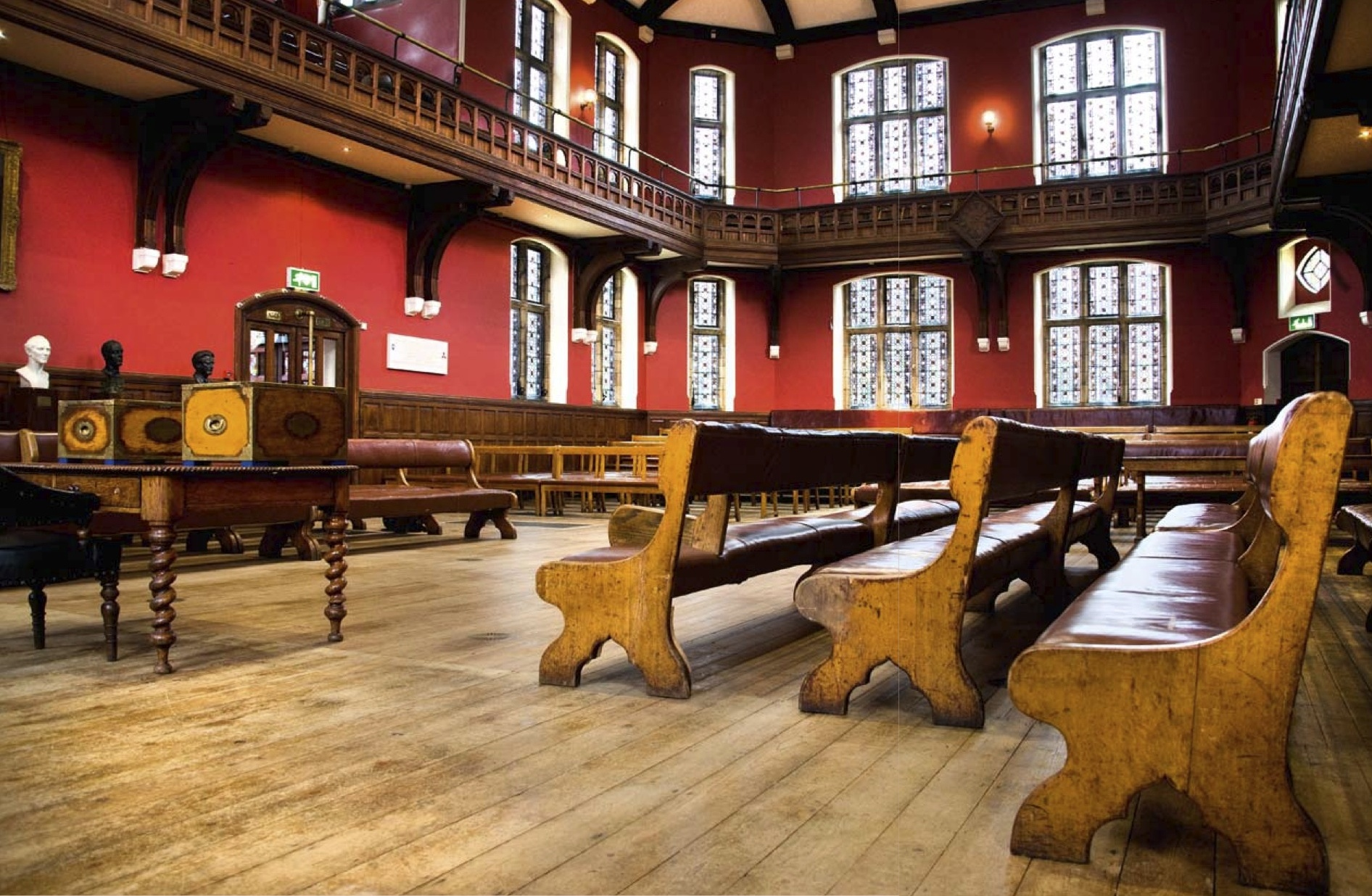
牛津聯盟的辯論室

牛津的體育活動以書院競賽的模式進行，在比賽裡這些隊伍稱之為。而最受矚目的運動競賽，就是每年一度的牛津劍橋跨校比賽，當中以賽艇最為著名，這同時也說明兩校對划艇隊的重視。每個學期末，牛津也會上演跨書院划艇競賽。各參與校隊的學生亦會獲賦予“運動藍”（sporting blue）的榮譽。大學共有兩份主要的報章——獨立的《徹韋爾週報》及由學生會發表的《牛津學生週報》。其他出版刊物包括《伊希斯雜誌》及專門給研究生閱讀的《牛津人評論》。學校亦有自己的校園電台頻道。各音樂學會及戲劇團均散佈在不同的書院裡，大學本身也有相關的學社。所有的學術社均開放給所有的學生，並無任何的主修限制。大學的辯論隊“牛津聯盟”每週都會舉辦一場辯論比賽。校隊及其他一些學會時常進行“全體活動”（crewdates），活動包括聚餐及慶祝。

### 學生會及舍委
牛津大學學生會（OUSU）負責向校方反映學生的意見、代表全體學生參與國家高等教育政策辯論會，及直接向學生提供福利及援助。宏觀牛津整體的書院聯邦制度，學生會既是大學逾21,000名學生的代表，又是眾書院宿舍委員的聯邦。學生會的行政委員為六名全職的有薪假休人員，他們均為每年完成期末考試的學生。
基於牛津書院生活的重要性，每所書院的舍委（本科生為初級舍委 ；研究生為中級舍委 ）的服務，對於學生而言比學生會的來得更直接。每個舍委均有其主席及其他獲選的幹事，負責向書院官方反映學生的意見。他們亦會為舍員安排活動，通常都能獲得足夠的經費，款項多數來自有關書院，但有時也有其他來源（如學生自費經營的酒吧）。

## 著名人物
牛津大學培養了不少社會各界著名人士：從經濟學家亞當·斯密，英裔南非商人塞西爾·羅德斯，天文學家愛德蒙·哈雷，「豆豆先生」羅溫·艾金森，前任英格蘭銀行總裁馬克·卡尼，《愛麗絲夢遊仙境》作者路易斯·卡羅，《格列佛遊記》作者強納森·史威夫特，唯美主義藝術家奥斯卡·王尔德，著名諜報小說作家約翰·勒卡雷，歌劇魅影音樂劇作曲家安德魯·洛伊·韋伯，著名男演員休·葛蘭，著名女演員凱特·貝琴薩，原子序數發現者亨利·莫塞萊，英國戰爭英雄「阿拉伯的勞倫斯」湯瑪斯·愛德華·勞倫斯到「廣告教父」大衛·奧格威，美國《瑞秋·梅道秀》主持人瑞秋·梅道，冒險家的沃爾特·雷利和澳洲新聞媒體大亨魯珀特·梅鐸。這些牛津校友獲稱之為“牛津人”（Oxonians）。另外，有65名諾貝爾得獎者現在或曾經於牛津工作或學習。

### 政治界
牛津大學共培養了2位英國國王（愛德華七世、愛德華八世）、1位英格蘭國王（亨利五世）及31位英國首相（基尔·斯塔默、里希·苏纳克、莉兹·特拉斯、鲍里斯·约翰逊、德蕾莎·梅伊、瑪格麗特·柴契爾、大衛·卡梅倫、東尼·布萊爾、哈羅德·威爾遜、愛德華·希思、哈羅德·麥克米倫、亞歷克·道格拉斯-休姆、威廉·格萊斯頓、安东尼·艾登、克萊門特·艾德禮、赫伯特·阿斯奎斯、阿奇博爾德·普里姆羅斯、羅伯特·蓋斯科因-塞西爾、愛德華·史密斯-史丹利、羅伯特·皮爾、喬治·坎寧、罗伯特·詹金逊、威廉·格伦维尔、亨利·阿丁頓、威廉·卡文迪許-本廷克、威廉·佩蒂、腓特烈·諾斯、威廉·皮特、喬治·格倫維爾、亨利·佩勒姆、史賓塞·康普頓等人。），其中幾乎包含所有二戰後當選的首相。另外，截至2010年，共有140名牛津校友獲選入英國上議院，另有逾100位牛津人獲選入英國下議院及影子內閣。
牛津同時也是許多各國首領及政要的母校。著名人士有：美國總統比爾·柯林頓、日本天皇德仁及皇后雅子、挪威國王哈拉德五世、奧拉夫五世、德國總統里夏德·馮·魏查克、比利時國王菲利普及王儲伊莉莎白、荷蘭國王威廉二世、芬蘭總統里斯托·呂蒂、澳洲總理約翰·戈頓、馬爾科姆·弗雷澤、鮑勃·霍克、東尼·艾博特、凱文·邁克爾·拉德、麥肯·滕博爾、加拿大總理萊斯特·皮爾遜、約翰·內皮爾·特納、馬克·卡尼、印度總理曼莫漢·辛格、英迪拉·甘地、冰島總統古德尼·約翰內森、匈牙利總理奧班·維克多、秘魯總統佩德羅·巴勃羅·庫辛斯基、羅馬尼亞總理米哈伊·勒茲萬·溫古雷亞努、約旦國王阿卜杜拉二世、巴基斯坦總理伊姆蘭·汗、班娜姬·布托、菲律賓總統小斐迪南·馬可仕、泰國總理阿披實·威差奇瓦、克立·巴莫、馬來西亞國王阿末沙、蘇丹端姑阿都哈林、端姑查化、穆罕默德五世、不丹國王吉格梅·凱薩爾·納姆耶爾·旺楚克、錫蘭總理所羅門·班達拉納克、斐濟總統卡米塞塞·馬拉、佩納亞·加尼勞、汶萊王儲穆赫塔迪·比拉、牙買加總理諾曼·曼利、特立尼達和多巴哥總理埃里克·威廉姆斯、哥倫比亞總統阿爾瓦羅·烏里韋·貝萊斯、津巴布韋共和國副總理兼羅德學者阿瑟·穆坦巴拉、博茨瓦納主席費斯圖斯·莫加埃，及緬甸民主政治家兼諾貝爾和平獎得主昂山素姬。除此，彭定康、衛奕信、麥理浩、羅富國、郝德傑、金文泰、司徒拔、德輔、寶雲及戴维斯等數名港督均為牛津人。

### 藝文界
眾多作家、詩人及文人均為牛津出身，當中較著名者包括：《魔戒》作者J·R·R·托爾金、《愛麗絲夢遊仙境》作者劉易斯·卡羅爾、《道林·格雷的畫像》及《快樂王子》作者奧斯卡·王爾德、《格列佛遊記》作者強納森·史威夫特、《納尼亞傳奇》作者C·S·路易斯、《蒼蠅王》作者威廉·高汀（1983年諾貝爾文學獎得主）、《烏托邦》作者湯瑪斯·摩爾、《美麗新世界》作者奥尔德斯·赫胥黎、《约翰逊字典》作者塞繆爾·約翰遜、《兔子四部曲》作者約翰·厄普代克（1982及1991年普利茲獎得主）、約翰·福爾斯、《帽子裡的貓》作者蘇斯博士、《魔幻城堡》作者黛安娜·韋恩·瓊斯、《冷戰諜魂》作者約翰·勒卡雷、推理小說家多蘿西·L·塞耶斯、《福樓拜的鸚鵡》作者朱利安·巴恩斯、《瓦特希普高原》作者理察·亞當斯、《我，克勞迪亞斯》作者羅伯特·格雷夫斯、伊夫林·沃、格雷厄姆·格林、V·S·奈波爾（2001年諾貝爾文學獎得主）、《黑暗元素三部曲》作者菲利普·普爾曼、艾瑞斯·梅鐸（1978年布克獎得主）、《第22條軍規》作者約瑟夫·海勒、蘇珊娜·克拉克（2005年雨果獎最佳長篇小說得主）、阿卡蒂·馬婷（2020年雨果獎最佳長篇小說得主）、《巴別塔學院》作者匡靈秀、維克拉姆·塞斯、莫尼加·阿里、《馴龍高手》作者克蕾西達·考威爾、《圍城》作者錢鍾書、楊絳、珀西·比希·雪萊、約翰·多恩、A·E·豪斯曼、W·H·奧登、T·S·艾略特（1948年諾貝爾文學獎得主）、約翰·高爾斯華綏（1932年諾貝爾文學獎得主）和菲利普·拉金；另也有七名桂冠詩人：托馬斯·沃頓、亨利·詹姆斯·派伊、羅伯特·騷塞、羅伯特·西摩·布里奇斯、塞西爾·戴·劉易斯、約翰·貝傑曼和安特迅。
許多演藝界、音樂界及建築設計界專業人士皆曾於牛津大學求學或任職，其中較著名者有：演員羅溫·艾金森、艾瑪·華森、休·格蘭特、李察·波頓、凱特·貝金賽爾、羅莎蒙·派克、華萊士·尚恩、安娜·帕普威爾、陳靜、艾蜜莉·莫提梅、休·丹希、里茲·阿邁德、阿爾弗雷德·伊諾奇、達德利·摩爾、邁克爾·佩林、特里·瓊斯、唐納·克里斯普（第14屆奥斯卡最佳男配角奖得主）、艾莉絲·伊芙、湯姆·霍伯（第83屆奧斯卡最佳導演獎得主）、約翰·史勒辛格（第42屆奧斯卡最佳導演獎得主）、東尼·理查遜（第36屆奧斯卡最佳導演獎得主）、弗洛里安·亨克爾·馮·杜能斯馬克、肯·洛區（第59屆坎城影展金棕櫚獎得主）、泰倫斯·馬利克（第64屆坎城影展金棕櫚獎得主）、帕威·帕利科斯基（第87屆奧斯卡最佳外語片獎得主）、編劇李察·寇蒂斯、賽門·鮑佛伊（第81屆奧斯卡最佳改編劇本獎得主、《貧民百萬富翁》編劇）、電視主持人瑞秋·梅道、作曲家安德魯·勞埃德·韋伯（音樂劇《歌劇魅影》及《貓》創作人）、休伯特·帕里、喬治·巴特沃思、約翰·塔弗納、威廉·沃爾頓、指揮家李奧波德·史托考夫斯基、賽門·拉圖、湯瑪斯·畢勤、藝術評論家約翰·拉斯金、建築師克里斯多福·雷恩（聖保羅座堂建築師）、設計師威廉·摩瑞斯、畫家愛德華·伯恩-瓊斯、歌手克里斯·克里斯托佛森。

### 學界
牛津大學培養了不少數學界名人。邁克爾·阿蒂亞、丹尼爾·奎倫和西蒙·唐納森三位牛津數學家曾贏得菲爾茲獎，而成功證明了費馬大定理的安德魯·懷爾斯亦曾為牛津的學生，他現為牛津皇家學會研究社的教授。馬庫斯·杜·索托伊及羅傑·潘洛斯則為大學數學系的教授。Mathematica及Wolfram Alpha軟件的設計主力史蒂芬·沃爾夫勒姆、全球資訊網的建立者提姆·柏內茲-李、關係型數據庫理論的奠基者埃德加·科德，及對程式設計貢獻良多的東尼·霍爾均曾赴牛津學習。
至於科學界的名人則包括了數名諾貝爾化學、物理學及生理或醫學獎的得主。促進了X射線晶體學發展的桃樂絲·霍奇金，約翰·沃克曾於牛津進行研究，而曾為牛津學生的理查德·道金斯及弗雷德里克·索迪於畢業後均因研究項目而返回大學工作。科學家羅伯特·虎克、天文學家愛德蒙·哈雷、愛德文·哈勃、物理學家史蒂芬·霍金、亨利·莫塞莱、布萊恩·格林、生物學家約翰·伯頓·桑德森·霍爾丹及地質學家查尔斯·莱尔都有在牛津學習進修。除此，有“現代化學之父”之稱的羅伯特·波義耳，雖沒有正式在大學唸書，但亦有獲得牛津所頒發的榮譽學位。相對論及光子理論的先驅阿爾伯特·愛因斯坦也曾到訪牛津。
牛津的哲學傳統始於中世紀。早期的成員包括以羅吉爾·培根、“奥卡姆剃刀論”著名的奥卡姆的威廉及羅伯特·格羅斯泰斯特。湯瑪斯·霍布斯、傑里米·邊沁及約翰·洛克則取得過牛津的學位證明，雖說後者的功績在他離開大學後才獲記載（而這12年在校生活亦對其有很大的影響）。著作《心的概念》的作者吉爾伯特·賴爾將其一生的精力都投放在大學的哲學事業上。其他曾赴牛津學習的著名近代哲學家包括了狄奧多·阿多諾、以賽亞·伯林、丹尼爾·丹尼特、克里斯多福·希鈞斯、《正義論》作者約翰·羅爾斯、艾爾弗雷德·朱爾斯·艾耶爾、保羅·格萊斯、以其論文《成為一隻蝙蝠可能是什麼樣子》聞名的湯瑪斯·內格爾、羅伯特·諾齊克及中文房間的提倡者約翰·羅傑斯·希爾勒、伊莉莎白·安斯康姆、約翰·朗肖·奧斯丁、麥可·達米特、查爾斯·泰勒、麥可·桑德爾、德里克·帕菲特。於社會科學方面，著名校友包含經濟學之父亞當·史密斯、《羅馬帝國衰亡史》作者愛德華·吉朋、歷史學家阿諾德·約瑟·湯恩比、阿諾德·湯恩比、尤瓦爾·哈拉瑞、地理學家哈尔福德·麦金德、段義孚、多琳·馬西、人類學家愛德華·埃文·埃文斯-普里查德、瑪麗·道格拉斯。

### 宗教界
共有12名聖人及20位坎特伯里大主教（包括最近當選的羅雲·威廉斯）誕生於此校。宗教改革的先驅威克里夫曾為牛津的學者，循道宗的創辦者約翰·衛斯理曾在基督堂學習，並獲選為林肯書院的學者。其他重要成員還有阿赫邁底亞的米爾扎·艾哈邁德·納西爾、身為巴哈伊信仰專任領袖之一的守基·阿芬第及唯一的巴基斯坦天主教樞機若瑟·科代羅。

### 商業界
商業界較著名校友包含De Beers創辦人塞西尔·罗兹、新聞集團創辦人魯柏·梅鐸、LinkedIn創辦人里德·霍夫曼、奧美創辦人大衛·奧格威、蓋蒂石油及蓋蒂中心創辦人保羅·蓋蒂、Rockstar Games创辦人丹·豪泽、投資家約翰·坦伯頓、吉姆·羅傑斯

### 體育界
大約有50餘名的奧林匹克獎牌得主與大學有學術上的聯繫。美國籃球運動員比爾·布萊德利、兵工廠足球俱樂部執行長伊萬·加齊迪斯、巴基斯坦板球國家隊隊長伊姆蘭·汗及划船四金得主马修·平森特為兩例。

## 大眾文化
古老的牛津大學為多部小說電影裡的場景。早於1400年由傑弗里·喬叟編制的《坎特伯雷故事集》裡便有提及牛津。直到1989年，共有533部以牛津為主題的小說，而此數字仍在上升。電影《哈利波特》系列亦於牛津取景。

## 另見
- 中世紀大學列表

### 引用
1. 1 2 3 4 5  （英文）. University of Oxford.   [2018-06-18]. （原始内容存档于2014-10-20）.
2. ↑  （英文）.   [2014-04-25]. （原始内容存档于2018-12-25）.
3. ↑  （英文） (PDF).   [2014-04-25]. （原始内容存档 (PDF)于2014-04-25）.
4. ↑  . University of Oxford.   [2023-10-29]. （原始内容存档于2016-01-19）.
5. 1 2 3 4  （英文） (PDF). Oxford University Gazette. 2011-03-02  [2014-05-11]. （原始内容存档 (PDF)于2013-04-25）.
6. ↑  （英文）. Ox.ac.uk.   [2013-08-16]. （原始内容存档于2018-12-25）.
7. ↑  （英文） (PDF). 2012-03-13  [2013-02-22]. （原始内容存档 (PDF)于2016-03-03）. at page 6, footnote 1
8. ↑  （英文）Sager, Peter. . 2005: 36.
9. 1 2 3 4 5 6 7 8 9 10 11 12 13 14 15 16 17 18 19 20 21  （英文）. University of Oxford. 2007-10-30  [2007-11-05]. （原始内容存档于2014-06-07）.
10. 1 2  （英文）Balter, Michael. . The New York Times. 1994-02-16  [2011-06-28]. （原始内容存档于2011-09-24）.
11. 1 2  （英文）. University of Oxford.   [2011-06-18]. （原始内容存档于2012-12-16）.
12. ↑  .   [2019-05-24]. （原始内容存档于2016-09-20）.
13. ↑  （英文）Haskins, C. H. . Henry Holt and Company. 1923: 292.
14. 1 2  （英文）. University of Cambridge.   [2014-06-17]. （原始内容存档于2013-10-11）.
15. 1 2  （英文）. University of Oxford.   [2008-10-04]. （原始内容存档于2011-08-25）.
16. 1 2  （英文）. University of Oxford.   [May 2014]. （原始内容存档于2014-05-31）.
17. ↑  （英文）. Clarendon.ox.ac.uk.   [2014-04-11]. （原始内容存档于2014-02-18）.
18. ↑  （英文）. rhodeshouse.ox.ac.uk.   [2010-07-25]. （原始内容存档于2012-08-13）.
19. ↑  （英文）. University of Oxford.   [2014-05-16]. （原始内容存档于2014-01-04）.
20. ↑  （英文）Adolphus Ballard, James Tait. . Cambridge University Press（劍橋大學出版社）. 2010  [2014-05-16]. （原始内容存档于2014-08-13）.
21. ↑  （英文）Davies, Mark. . BBC News (BBC). 2010-11-04  [2014-01-03]. （原始内容存档于2014-01-04）.
22. 1 2  （英文）H. E. Salter and Mary D. Lobel (editors). . A History of the County of Oxford: Volume 3: The University of Oxford. Institute of Historical Research. 1954  [2014-01-15]. （原始内容存档于2014-01-16）.
23. ↑  （英文）H. Rashdall.  iii. : 55–60.
24. 1 2 3  （英文）Christopher Brooke. . Roger Highfield.
25. ↑  （英文）. Edward France Percival.
26. ↑  （英文）Henry Julian White. .
27. ↑  （英文）G. H. Martin. . J. R. L Highfield.
28. ↑  （英文）May McKisack. . The Fourteenth Century. : 501.
29. ↑  （英文）Daniel J. Boorstin. . 1958.
30. ↑  （英文）Christopher Nugent Lawrence Brooke. . Cambridge University Press（劍橋大學出版社）. 1988: 56.
31. 1 2  （英文）Boase, Charles William.  2nd. 1887: 208–209  [2013-02-03]. （原始内容存档 (PDF)于2023-09-27）.
32. ↑  （英文）, Oxford: Clarendon Press, 1873  [2013-02-04]
33. 1 2 3  （英文）Frances Lannon. . Times Higher Education. 2008-10-30  [2014-05-25]. （原始内容存档于2014-01-02）.
34. ↑  （英文）. Lmh.ox.ac.uk.   [2014-04-11]. （原始内容存档于2014-10-06）.
35. ↑  （英文）. Some.ox.ac.uk.   [2014-04-11]. （原始内容存档于2014-02-18）.
36. ↑  （英文）. St Hugh's College, University of Oxford.   [2014-05-25]. （原始内容存档于2014-06-18）.
37. ↑  （英文）. St Hilda's College.   [2014-06-18]. （原始内容存档于2012-04-23）.
38. ↑  （英文）. St Anne's College, University of Oxford.   [2014-05-25]. （原始内容存档于2014-04-28）.
39. ↑  （英文）Joyce S. Pedersen. . H-Albion. May 1996  [2014-05-25]. （原始内容存档于2011-09-17）.
40. ↑  （英文）. University of Oxford. 1965: 43.
41. ↑  （英文）. Oxford University Gazette. 1999-07-29  [2014-05-25]. （原始内容存档于2013-04-28）.
42. ↑  （英文）. University of Oxford.   [2012-12-31]. （原始内容存档于2012-03-12）.
43. ↑  （英文）Jenifer Hart. . Oxford Review of Education: 217. 1989. |volume=被忽略 (帮助)
44. ↑  （英文） (PDF). University of Oxford: 33.   [2014-06-18]. （原始内容存档 (PDF)于2014-12-22）.
45. ↑  （英文）Rayner, Gordon. . Daily Telegraph. 2013-03-06  [2013-04-18]. （原始内容存档于2013-03-09）.
46. ↑  （英文）Little, Reg. . The Oxford Times. 2013-02-07: 3.
47. ↑  Oxford, University of. . www.admin.ox.ac.uk.   [2017-12-22]. （原始内容存档于2017-12-22） （英语）.
48. ↑  （英文）. University of Oxford.   [2014-05-27]. （原始内容存档于2014-05-27）.
49. ↑  （英文）. University of Oxford.   [May 2014]. （原始内容存档于2014-05-24）.
50. 1 2 3  （英文）. University of Oxford.   [May 2014]. （原始内容存档于2014-05-18）.
51. ↑  （英文）Dennis, Farrington; Palfreyman, David.  (PDF). OxCHEPS Occasional Paper No. 39. Oxford Centre for Higher Education Policy Studies. 2011-02-21  [2011-03-20]. （原始内容 (PDF)存档于2011-07-21）. Note, however, that any university which does not want funding from HEFCE can, as a private corporation, charge whatever tuition fees it likes (exactly as does, say, the University of Buckingham or BPP University College). Under existing legislation and outside of the influence of the HEFCE-funding mechanism upon universities, Government can no more control university tuition fees than it can dictate the price of socks in Marks & Spencer. Universities are not part of the State and they are not part of the public sector; Government has no reserve powers of intervention even in a failing institution.
52. ↑  （英文）. Confcoll.ox.ac.uk.   [2013-08-16]. （原始内容存档于2017-09-13）.
53. ↑  （英文） (PDF). Oxford University.   [2012-12-31]. （原始内容存档 (PDF)于2013-01-02）.
54. ↑  （英文）. Admin.ox.ac.uk.   [2014-06-18]. （原始内容存档于2014-06-18）.
55. 1 2 3  （英文）, Oxford: University of Oxford, 2012  [2013-03-17], （原始内容存档于2013-04-25）
56. ↑  （英文）. University of Oxford. 2012-03-07  [2012-03-17]. （原始内容存档于2012-05-21）.
57. ↑  （英文）, Oxford: University of Oxford, 2012  [2013-03-17], （原始内容存档于2011-08-25）
58. ↑  （英文）. University of Oxford. 2007-02-13  [2007-10-09]. （原始内容存档于2012-12-02）.
59. ↑  （英文）. Campaign.ox.ac.uk.   [2013-01-28]. （原始内容存档于2013-01-27）.
60. ↑  （英文）. University of Oxford.   [2010-07-13]. （原始内容存档于2010-07-24）.
61. ↑  （英文）. Nature. 2005-07-06  [2010-10-19]. （原始内容存档于2010-11-17）.
62. ↑  （英文）.   [2009-11-23]. （原始内容存档于2009-02-01）. 15 October 2009 Last date for receipt of applications to Oxford University, University of Cambridge and courses in medicine, dentistry and veterinary science or veterinary medicine.
63. ↑  （英文）. William Farr School.   [2014-06-15]. （原始内容存档于2015-02-18）. You cannot apply to both Oxford and Cambridge in the same year.
64. ↑  （英文）. University of Oxford.   [2009-11-23]. （原始内容存档于2010-01-10）.
65. ↑  （英文）. Department of Biochemistry, University of Oxford.   [2009-11-23]. （原始内容存档于2011-06-06）.
66. ↑  （英文）. Department of Physics, University of Oxford.   [2013-03-27]. （原始内容存档于2013-07-07）.
67. ↑  （英文）. University of Oxford.   [2007-10-09]. （原始内容存档于2008-05-27）.
68. ↑  （英文）. University of Oxford.   [2007-10-09]. （原始内容存档于2007-10-13）.
69. ↑  （英文）Shepherd, Jessica. . The Guardian (UK). 2007-03-22  [2007-10-09]. （原始内容存档于2008-12-07）.
70. ↑  （英文）. Clarendon.ox.ac.uk.   [2014-04-11]. （原始内容存档于2014-04-13）.
71. ↑  （英文）. Clarendon.ox.ac.uk. 2011-09-01  [2014-04-11]. （原始内容存档于2014-04-13）.
72. ↑  （英文）. Clarendon.ox.ac.uk.   [2014-04-11]. （原始内容存档于2014-04-13）.
73. ↑  （英文）. University of Oxford. 2005-09-22  [2007-10-09]. （原始内容存档于2007-09-02）.
74. 1 2  （英文） (PDF).   [2012-12-16]. （原始内容 (PDF)存档于2012-11-23）.
75. ↑  （英文）. Bodleian Library.   [2011-11-17]. （原始内容存档于2012-12-16）.
76. ↑  （英文）. Bodleian.ox.ac.uk.   [2013-09-13]. （原始内容存档于2013-08-27）.
77. ↑  （英文）. Bodleian Libraries, University of Oxford.   [2014-06-04]. （原始内容存档于2013-06-18）.
78. ↑  （英文）. Bodleian Library.   [2007-10-09]. （原始内容存档于2011-11-29）.
79. ↑  （英文）. Google.   [2007-10-09]. （原始内容存档于2013-12-28）.
80. ↑  （英文）. BBC News. 2010-10-06  [2011-09-10]. （原始内容存档于2012-05-20）.
81. ↑  （英文）. University of Oxford. 2009-03-13  [2013-03-27]. （原始内容存档于2013-03-23）.
82. ↑  （英文）. The Ashmolean.   [2007-10-10]. （原始内容存档于2007-05-03）.
83. ↑  （英文）. Oxford University Museum of Natural History.   [2007-11-04]. （原始内容存档于2007-10-27）.
84. ↑  （英文）. University of Oxford. 2006  [2007-11-04]. （原始内容存档于2007-10-27）.
85. ↑  （英文）. Museum of the History of Science.   [2007-10-09]. （原始内容存档于2007-09-11）.
86. ↑  （英文）. Oxford University Press（牛津大學出版社）.   [May 2014]. （原始内容存档于2023-09-27）.
87. 1 2  . Shanghai Ranking Consultancy. 2023  [2023-09-11].
88. 1 2  . Quacquarelli Symonds Limited. 2024  [2024-06-27].
89. 1 2  . Times Higher Education. 2024  [2024-06-27].
90. 1 2  . US. News and World Report. 2023  [2024-06-27].
91. ↑  . The Complete University Guide. 2023-06-07.
92. ↑  . The Guardian. 2023-09-09.
93. ↑  . The Times. 2022-09-17.
94. ↑  . University of Oxford. 2012-06-14  [2012-12-30]. （原始内容存档于2014-01-07）.
95. ↑  . Times Higher Education (THE). 1990-01-01  [2024-12-10] （英语）.
96. ↑  . Times Higher Education (THE). 2011-03-10  [2024-12-10] （英语）.
97. ↑  . Times Higher Education (THE). 2016-05-10  [2024-12-10] （英语）.
98. ↑  （英文）Patrick Foster. . The Times. 2006-03-04.
99. ↑  （英文）.   [2012-07-29]. （原始内容存档于2012-09-10）.
100. ↑  （英文）Beardswoth, Tom. . Keep Off The Grass (Oxford Student Publications Ltd). 2012: 9  [2012-12-23]. （原始内容存档于2014-07-14）.
101. ↑  （英文）.   [2014-06-10]. （原始内容存档于2014-05-28）.
102. ↑  （英文）. Jesus College, Oxford.   [2014-06-10]. （原始内容存档于2014-06-18）.
103. ↑  （英文）Nicholls, Mark; Williams, Penry. . Oxford Dictionary of National Biography (online edition). Oxford University Press. 2006-10  [2007-11-05]. （原始内容存档于2015-04-13）.
104. ↑  （英文）Kirkpatrick, David D. . The New York Times. 2007-05-06  [2007-11-05]. （原始内容存档于2009-04-16）.
105. ↑  （英文）. 2009-11-14  [2010-05-11]. （原始内容存档于2011-06-09）.
106. 1 2  （英文） (报告).
107. ↑  （英文）. BBC News website. 2001-07-16  [2007-07-04]. （原始内容存档于2004-05-26）.
108. ↑  （英文）.   [2007-07-10]. （原始内容存档于2013-05-11）.
109. ↑  （英文）.   [2007-07-04]. （原始内容存档于2007-06-07）.
110. ↑  （英文）.   [2007-07-04]. （原始内容存档于2009-09-12）.
111. ↑  （英文）. The Times (UK). 1984-02-08: 14  [2007-07-12]. （原始内容存档于2023-09-27）.
112. ↑  （英文）John Allemang. . The Globe and Mail（《環球郵報》）. 2009-06-06.
113. ↑  （英文）. The Times. 1984-11-01: 7  [2007-07-13]. （原始内容存档于2023-09-27）.
114. ↑  （英文）Sealy, T. E. . ODNB.   [2007-07-14]. （原始内容存档于2016-02-06）.
115. ↑  （英文）.   [2007-07-11]. （原始内容存档于2007-10-27）.
116. ↑  （英文）Shippey, T. A. . Oxford Dictionary of National Biography (online edition). Oxford University Press. 2006-10  [2007-11-05]. （原始内容存档于2016-02-06）.
117. ↑  （英文）Cohen, Morton N. . Oxford Dictionary of National Biography (online edition). Oxford University Press. 2004  [2007-11-05]. （原始内容存档于2015-09-24）.
118. ↑  （英文）Dudley Edwards, Owen. . Oxford Dictionary of National Biography (online edition). Oxford University Press. 2007-10  [2007-11-05]. （原始内容存档于2015-11-17）.
119. ↑  （英文）Bennett, J. A. W.; Plaskitt, Emma. . Oxford Dictionary of National Biography (online edition). Oxford University Press. 2006-10  [2007-11-05]. （原始内容存档于2013-10-05）.
120. ↑  （英文）Dunaway, David King. . Oxford Dictionary of National Biography (online edition). Oxford University Press. 2004  [2007-11-05]. （原始内容存档于2016-02-06）.
121. ↑  （英文）Stannard, Martin. . Oxford Dictionary of National Biography (online edition). Oxford University Press. 2007-05  [2007-11-05]. （原始内容存档于2015-04-13）.
122. ↑  （英文）Shelden, Michael. . Oxford Dictionary of National Biography (online edition). Oxford University Press. 2006-01  [2007-11-05]. （原始内容存档于2013-10-05）.
123. ↑  （英文）. BBC News. 1999-12-14  [2014-06-12]. （原始内容存档于2008-12-28）.
124. ↑  （英文）O'Neill, Michael. . Oxford Dictionary of National Biography (online edition). Oxford University Press. 2006-05  [2007-11-05]. （原始内容存档于2015-11-17）.
125. ↑  （英文）Colclough, David. . Oxford Dictionary of National Biography (online edition). Oxford University Press. 2007-10  [2007-11-05]. （原始内容存档于2015-09-24）.
126. ↑  （英文）Page, Norman. . Oxford Dictionary of National Biography (online edition). Oxford University Press. 2004  [2007-11-05]. （原始内容存档于2016-02-06）.
127. ↑  （英文）Mendelson, Edward. . Oxford Dictionary of National Biography (online edition). Oxford University Press. 2007-10  [2007-11-05]. （原始内容存档于2013-01-21）.
128. ↑  （英文）Thwaite, Anthony. . Oxford Dictionary of National Biography (online edition). Oxford University Press. 2006-10  [2007-11-05]. （原始内容存档于2015-04-13）.
129. ↑  （英文）Reid, Hugh. . Oxford Dictionary of National Biography (online edition). Oxford University Press. 2006-05  [2007-11-05]. （原始内容存档于2015-04-13）.
130. ↑  （英文）Sambrook, James. . Oxford Dictionary of National Biography (online edition). Oxford University Press. 2004  [2007-11-05]. （原始内容存档于2012-01-24）.
131. ↑  （英文）Carnall, Geoffrey. . Oxford Dictionary of National Biography (online edition). Oxford University Press. 2004  [2007-11-05]. （原始内容存档于2016-02-06）.
132. ↑  （英文）Phillips, Catherine. . Oxford Dictionary of National Biography (online edition). Oxford University Press. 2004  [2007-11-05]. （原始内容存档于2015-04-13）.
133. ↑  （英文）Day-Lewis, Sean. . Oxford Dictionary of National Biography (online edition). Oxford University Press. 2004  [2007-11-05]. （原始内容存档于2015-04-13）.
134. ↑  （英文）Amis, Kingsley; Loughlin-Chow, M. Clare. . Oxford Dictionary of National Biography (online edition). Oxford University Press. 2005-10  [2007-11-05]. （原始内容存档于2016-02-06）.
135. ↑  （英文）. The Poetry Archive. 2005  [2007-11-05]. （原始内容存档于2007-10-13）.
136. 1 2  （英文）. New College, Oxford. 2007  [2007-11-06]. （原始内容存档于2007-08-24）.
137. ↑  （英文）. Magdalen College, Oxford. 2007  [2007-11-06]. （原始内容存档于2008-10-24）.
138. ↑  （英文） (PDF). St Peter's College, Oxford. Spring 2005  [2007-11-06]. （原始内容 (PDF)存档于2007-11-27）.
139. ↑  （英文）. BBC. 2003-12-31  [2013-05-14]. （原始内容存档于2007-12-23）.
140. ↑  （英文）Christopher J. Date. . Association for Computing Machinery.   [2013-09-02]. （原始内容存档于2017-09-19）.
141. ↑  （英文）. University of Oxford.   [2014-06-18]. （原始内容存档于2014-07-01）.
142. ↑  （英文）. Nobel Foundation.   [2011-10-26]. （原始内容存档于2011-10-29）.
143. ↑  （英文）. New College, Oxford. 2007  [2007-11-06]. （原始内容存档于2007-05-10）.
144. ↑  （英文）. Nobel Foundation.   [2011-10-26]. （原始内容存档于2011-09-28）.
145. ↑  （英文）MacIntosh, J.J. . University of Toronto Press. 2005: 42  [2012-12-27]. ISBN 9780802090188. （原始内容存档于2014-07-14）.
146. ↑  （英文）Chris Koenig. . The Oxford Times. 2012-03-28  [2012-12-27]. （原始内容存档于2013-05-16）.
147. 1 2 3 4 5  （英文）Mander, W.J. . Faculty of Philosophy, University of Oxford. 2008  [2012-12-27]. （原始内容存档于2012-12-28）.
148. ↑  （英文）. Galileo.rice.edu.   [2009-07-24]. （原始内容存档于2019-04-27）.
149. ↑  （英文）. Books.google.co.uk.   [2009-07-24]. （原始内容存档于2020-01-10）.
150. ↑  （英文）Faigenbaum, Gustavo. . Libros en Red. 2001: 29–33. ISBN 978-9871022113.
151. ↑  （英文）Rack, Henry D. . Oxford Dictionary of National Biography (online edition). Oxford University Press. 2004  [2007-11-05]. （原始内容存档于2016-02-06）.
152. ↑  （英文）Vaz, JC. . Goa (India): Concept Publishing Company. 1997: 47.
153. ↑  （英文）. 2007  [2007-11-05]. （原始内容存档于2007-10-23）.
154. ↑  （英文）Judy G. Batson. . 1989.